# Gloria Dei (Rose)
‘Gloria Dei’ ist eine der verbreitetsten und beliebtesten gelben Rosen weltweit. Sie wurde 1942 vom Rosenzüchter Francis Meilland in Frankreich in den Handel gebracht. Die großen, gefüllten Blüten weisen am Rand der äußeren Blütenblätter eine schmale Übergangszone ins Rosafarbene auf.

## Geschichte und Namensgebung
Francis Meilland erwähnte den neuen Sämling in seinen Aufzeichnungen zum ersten Mal im Jahr 1935 und gab ihm zunächst die Nummer „3-35-40“. Die von ihm verwendeten Elternpflanzen sind etwas umstritten, wurden aber 1950 in einem Interview von Alain Meilland, dem Vater des Züchters, folgendermaßen angegeben:
- Sämling: ['George Dickson' × 'Souvenir de Claudius Pernet'] × ['Joanna Hill' × 'Charles P. Kilham']
- Pollen: 'Margaret McGredy'.

Die daraus entstandene neue Teehybride gewann 1942, mitten im Zweiten Weltkrieg, beim Concours International de Roses Nouvelles in Lyon eine Goldmedaille und wurde mit dem Prädikat „schönste Rose Frankreichs“ ausgezeichnet. Meilland widmete die Rose seiner verstorbenen Mutter und brachte sie im Herbst desselben Jahres unter dem Namen ‘Mme A. Meilland’ (bzw. ‘Madame Antoine Meilland’) in den Handel; die Schweiz übernahm später diesen Namen.
Der Züchter schickte seinen Kollegen in Deutschland, Italien, England und USA Veredelungen. Der Zweite Weltkrieg verhinderte jedoch eine Verständigung untereinander; so erhielt sie in Deutschland den Namen ‘Gloria Dei’ (lateinisch für: „Ehre Gottes“) und in Italien ‘Gioia’ (italienisch für: „Freude“).
Die Taufe der Rose in den USA auf den Namen ‘Peace’ (englisch peace „Frieden“) erfolgte am 29. April 1945 – am Tag des Sturmes der sowjetischen Armee auf Berlin. Bei der ersten Vollversammlung der Vereinten Nationen im Mai 1945 in San Francisco bekam jeder Delegierte eine dieser neuen Rosen, mit dem Hinweis, dass der Frieden das wichtigste Ziel dieser Welt sei, damit sich unsere Kinder und Kindeskinder noch lange an dieser Welt mit dieser Rose erfreuen können.
‘Peace’, die in Deutschland immer noch als ‘Gloria Dei’ gehandelt wird, wurde in den ersten neun Friedensjahren etwa 30 Millionen Mal verkauft und nach mehreren anderen Auszeichnungen im Jahr 1976 als erste Rose zur Weltrose gekürt.
Zum 50. Jahrestag der UNO 1996 in Genf wurde Meillands Rose 'Peace' an 240 Jugendliche aus 197 verschiedenen Ländern verteilt, die sie als Symbol in ihre jeweilige Heimat mitnehmen sollten.

## Eigenschaften und Verwendung
Die leicht duftende Rose ist öfter blühend, d. h., sie blüht mehrmals in der Saison, die von Juni bis zum Frost reicht. Ihre großen, gefüllten Blüten sind zunächst gelb mit rötlichem Rand und hellen mit der Zeit zu einem lichten Gelb mit einem zartrosa Hauch auf. Die Farbe kann jedoch je nach äußeren Bedingungen und Klima etwas anders ausfallen. Die Blüten sitzen meist einzeln und weisen einen Durchmesser von 12–14 cm auf.
Der Strauch wächst aufrecht und verzweigt, wird 80 bis 150 cm hoch und ist sehr widerstandsfähig – sowohl gegen Wettereinflüsse als auch gegen Krankheiten. ‘Gloria Dei’ eignet sich sowohl als Garten- als auch als Schnittrose und kann einzeln, in Gruppen oder auch als Kübelpflanze gezogen werden.

'Gloria Dei' alias 'Mme A. Meilland' alias 'Peace'
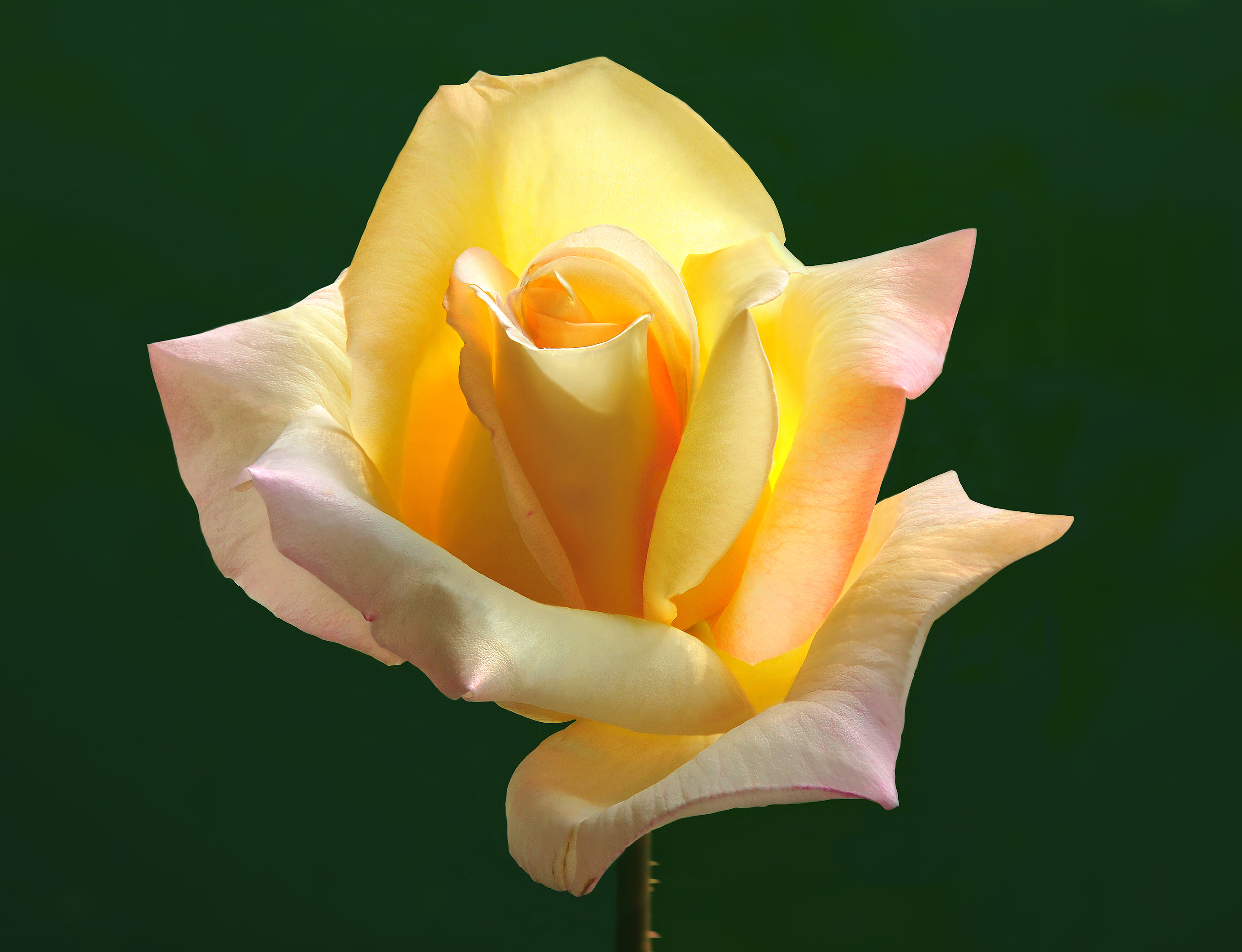
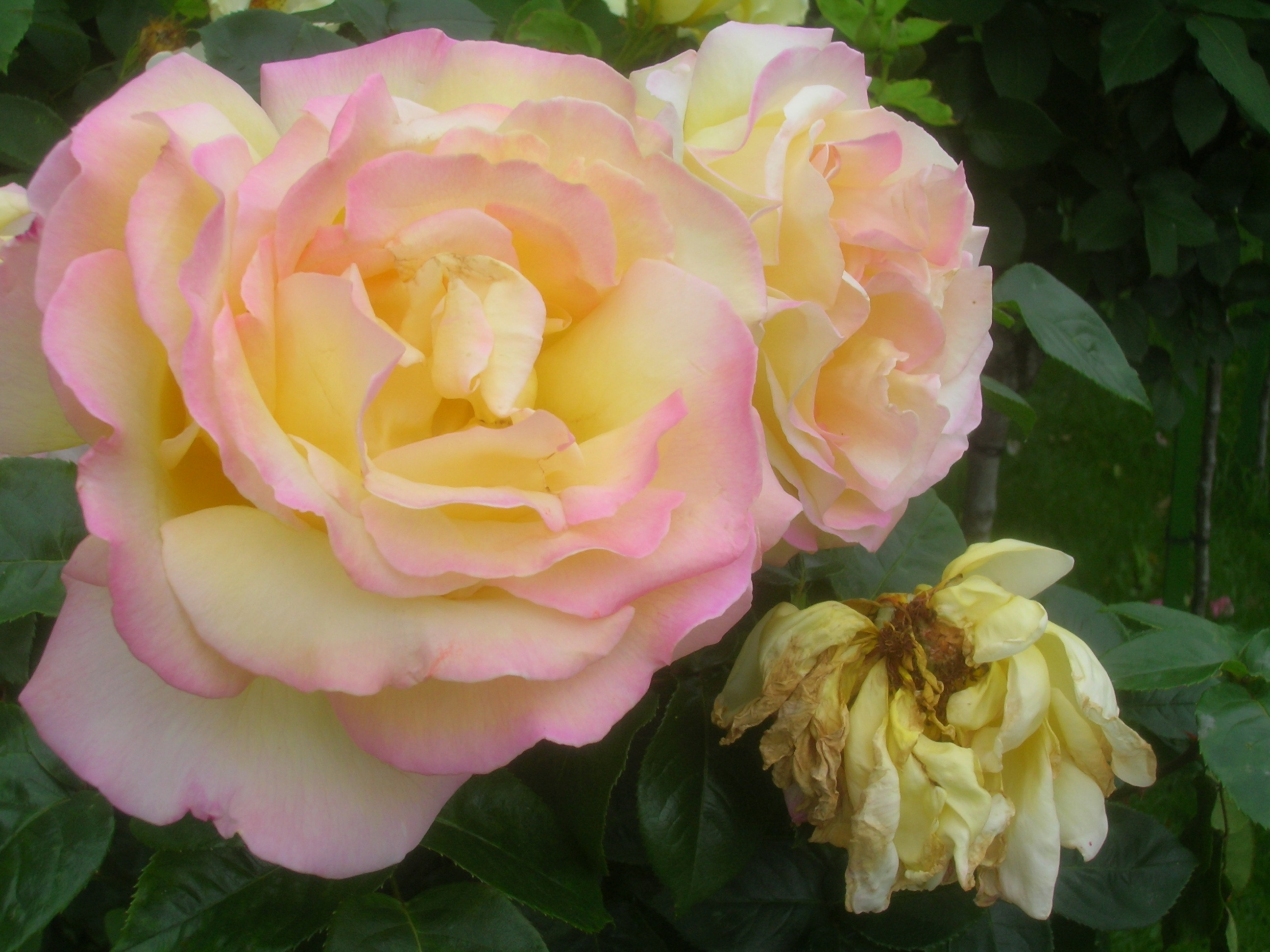
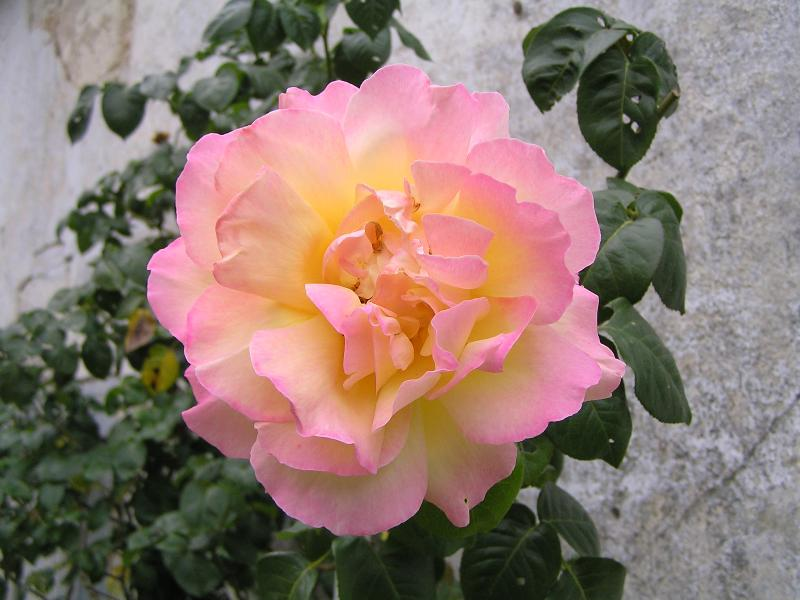

## Abkömmlinge (Auswahl)

### Sports
Laut Meilland Richardier sind 19 natürliche Mutationen (d. h. Sports) der Rose ‘Peace’ bekannt (Stand 2023), von denen einige die guten Eigenschaften der Sorte erhalten haben. Die kletternde Form  ‘Climbing Peace’ (Kordes, Deutschland, 1951) besitzt dieselben Eigenschaften von Blüten und Blättern und kann 4,5 bis 6 m hoch werden; sie ist jedoch besser für wärmere Klimata geeignet.

Andere bekannte Sports sind:
- ‘Gay Debutante’ (Curtis, 1960), rosa mit gelblichen Untertönen;[5]
- ‘Chicago Peace’ (Johnston, USA, 1962), mit kräftigeren, eher grellen Blütenfarben;
- ‘Flaming Peace’ oder ‘Kronenbourg’ (McGredy, Nordirland, 1966), dunkelrot mit zartgelber Blütenrückseite;
- ‘Climbing Kronenbourg’, dunkelrot mit zartgelber Blütenrückseite.

Sports von 'Peace'
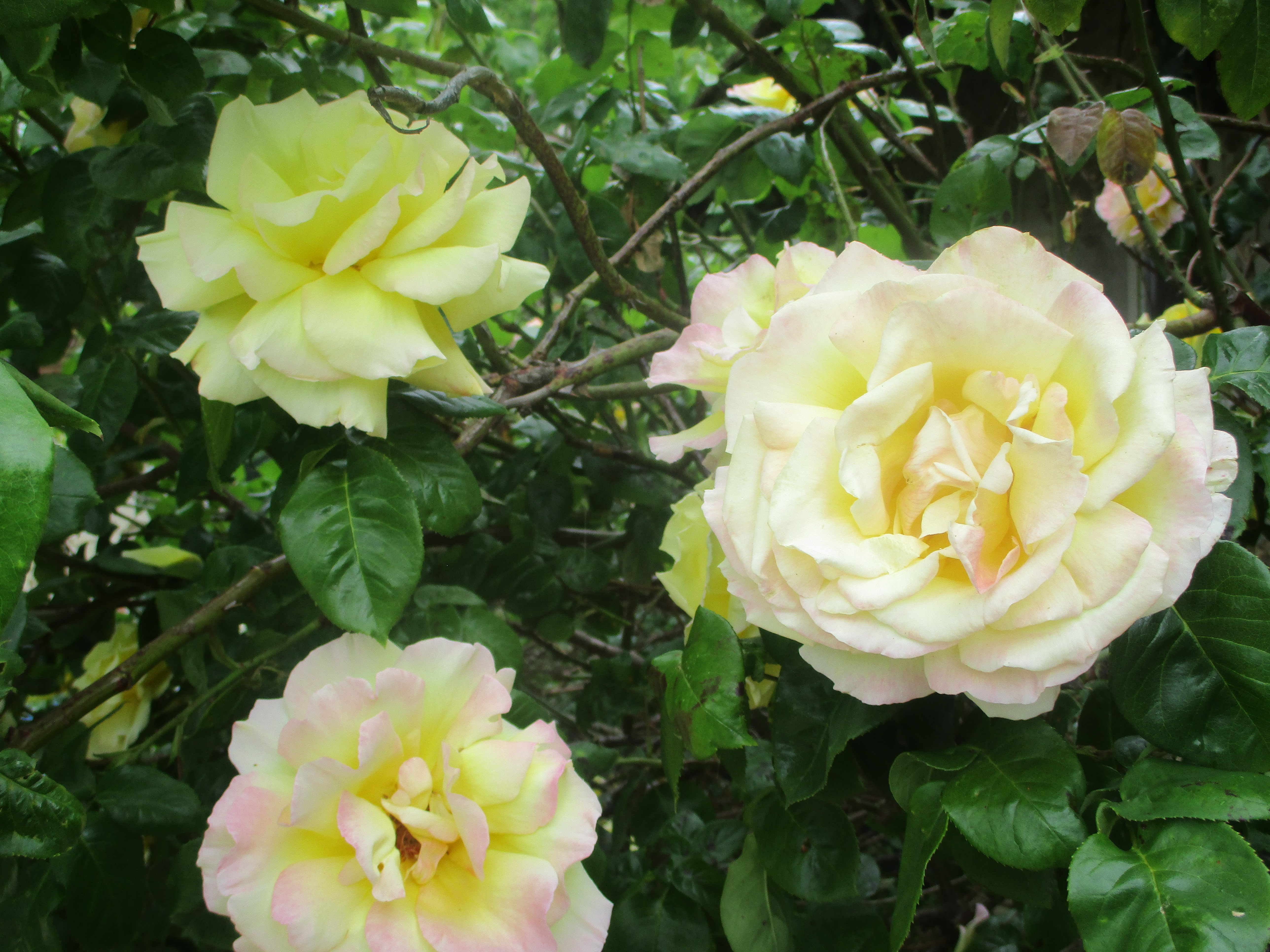
‘Climbing Peace’, 1951
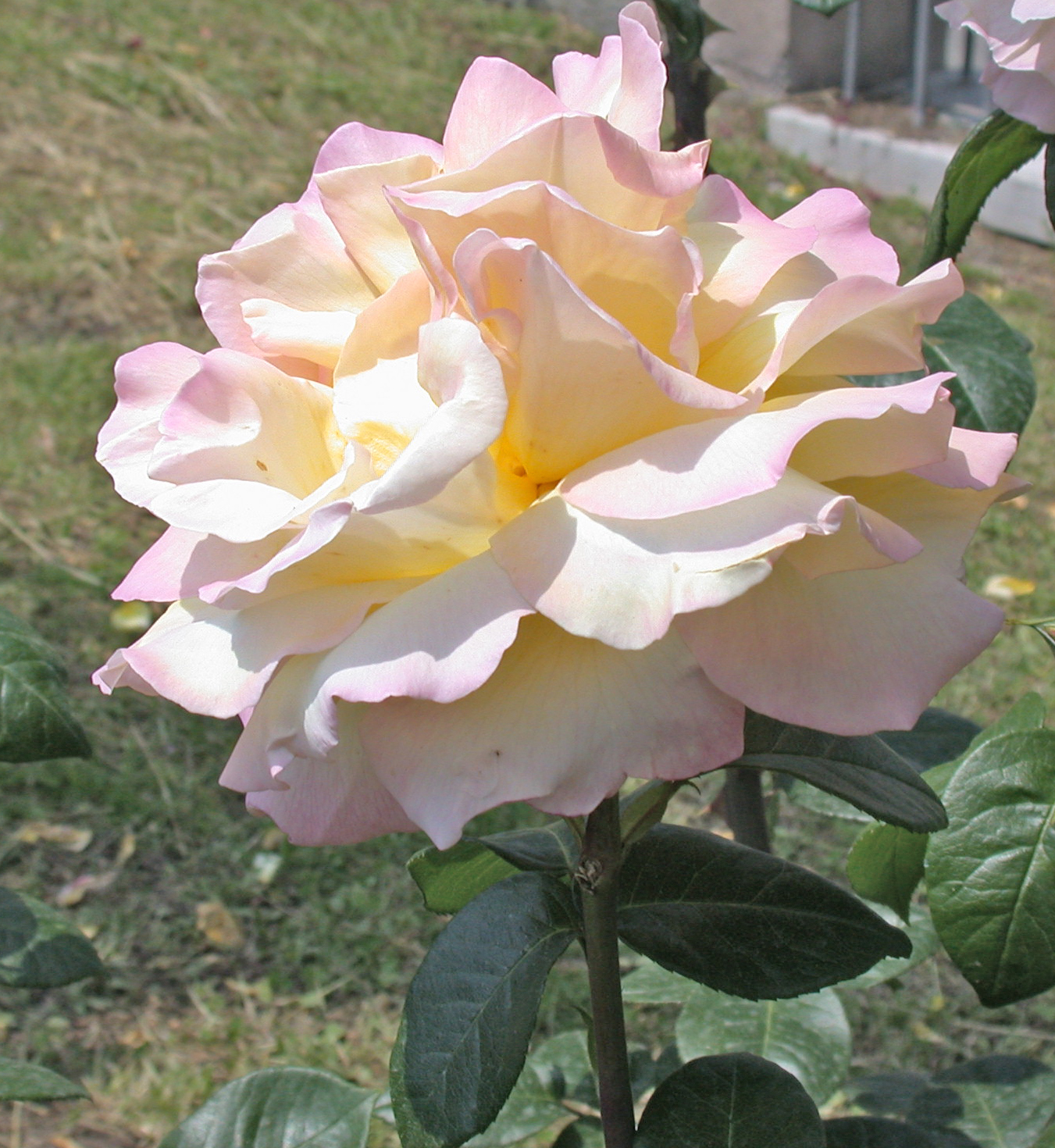
‘Climbing Peace’, 1951
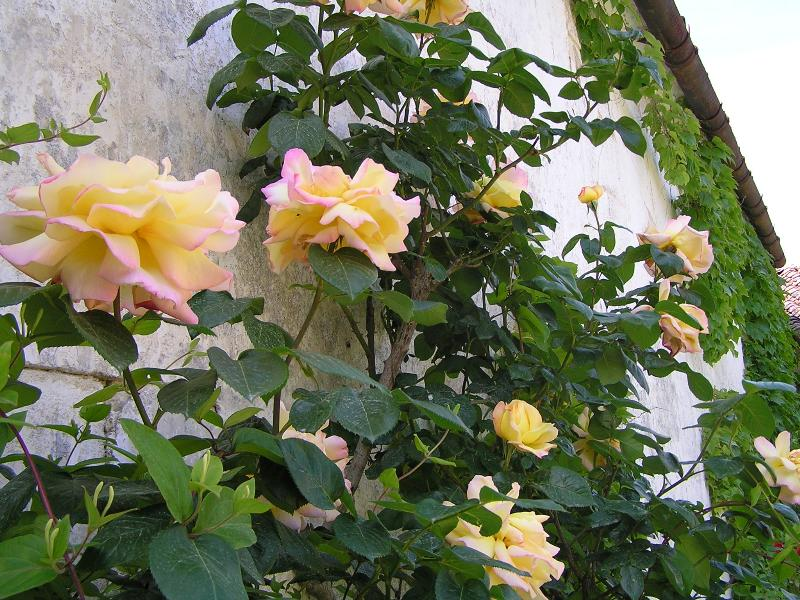
‘Climbing Peace’, 1951
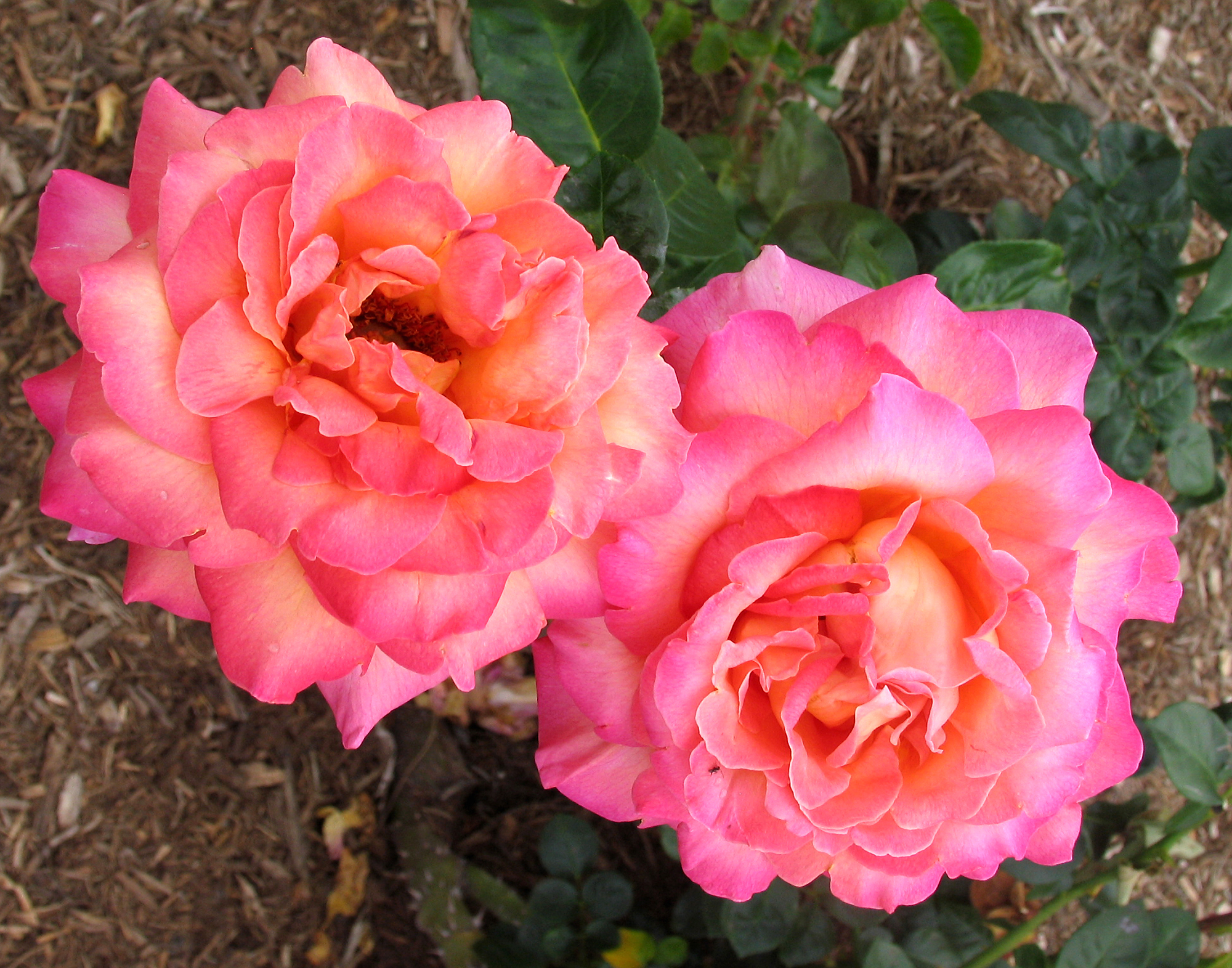
'Chicago Peace', 1962 (Stanley C. Johnston)
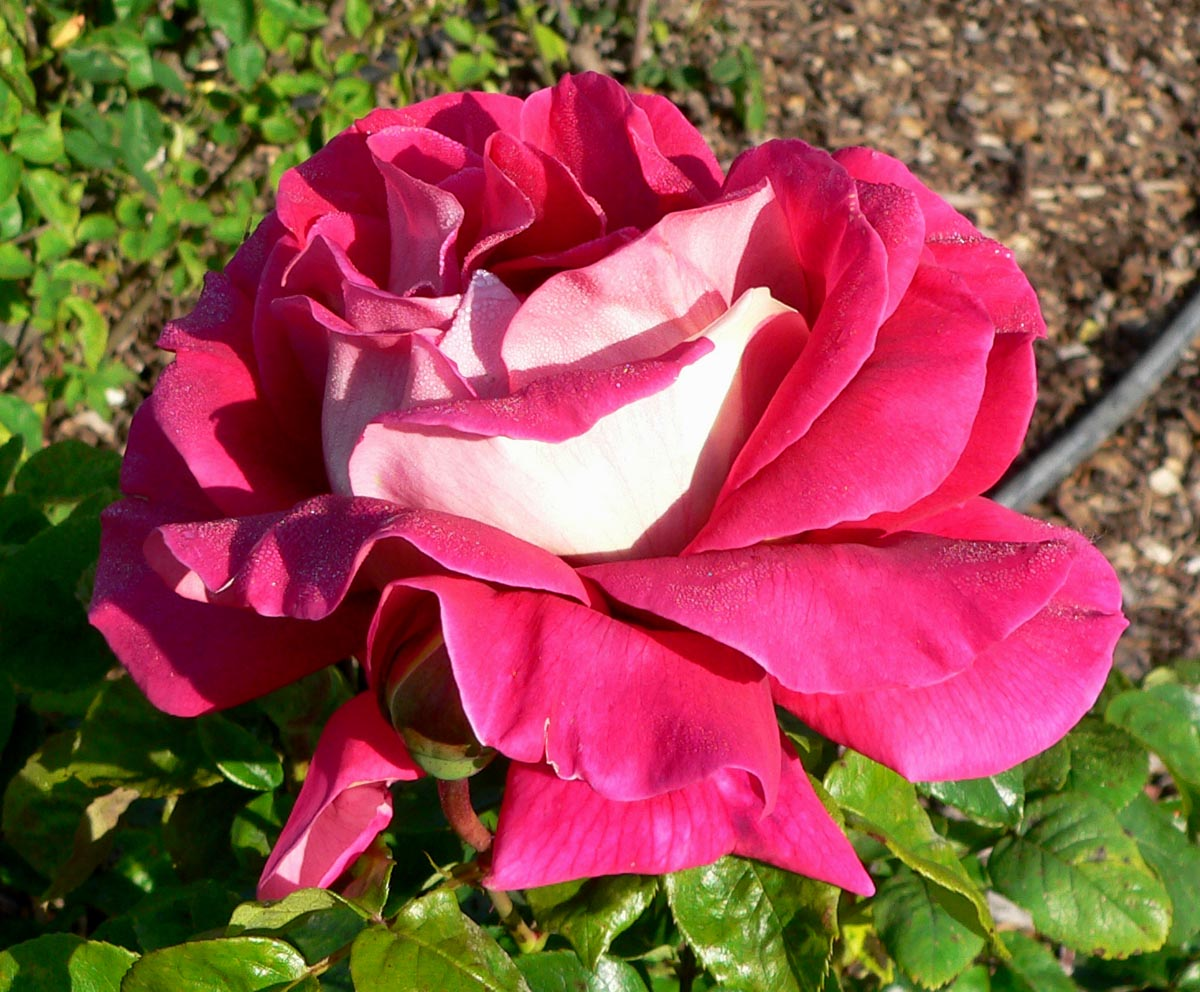
'Flaming Peace' (oder 'Kronenbourg'), 1965 (Samuel Darragh McGredy IV)

### Züchtungen
Die Rose wurde sowohl von Francis Meilland und seinen Nachfahren, als auch von anderen Züchtern ausgiebig als Elternsorte mit anderen Rosensorten für die Entwicklung neuer Sorten gekreuzt. Es sind mindestens 382 Sorten bekannt, die von Meillands 'Peace' abstammen (Stand 2023). Wenn nicht anders gekennzeichnet, stammen die folgenden Angaben von Meilland Richardier.
- von Francis Meilland:
  - 'Michèle Meilland' (1945), Mischung aus rosa oder lachsrosa mit gelben Untertönen[6]
  - 'Suzon Lotthé' (1947), „muschelrosa“ oder creme mit dunkleren Rändern[7]
  - 'Tahiti' (1947), farblich etwas kräftiger und dunkler als 'Peace', goldgelb mit karminrot schattiert[8]
  - 'Symphonie' (1948), fuchsia-rosa[9]
  - 'Tzigane' (1951), Innenseite der Petalen scharlachrot, außen „chromgelb“[10][11]
  - 'Bettina' (1953; Mepal 532), Mischung aus Orange-Tönen[12]
  - 'Confidence' (1954), Mischung aus gelb, orange und lachsrosa
  - 'Lady Elgin' (oder 'Thaïs', 1954), leuchtend goldgelb, orange-rosa überhaucht[13][14]
  - 'Grace de Monaco' (1956), rosa – zur Hochzeit von Grace Kelly mit dem Fürsten Rainier von Monaco herausgebracht
  - 'Pink Peace' (1958/59; Meibil), dunkelrosa[15]
  - 'Christian Dior' (1959), karmin- bis scharlachrot

Züchtungen von Francis Meilland, die von 'Peace' abstammen
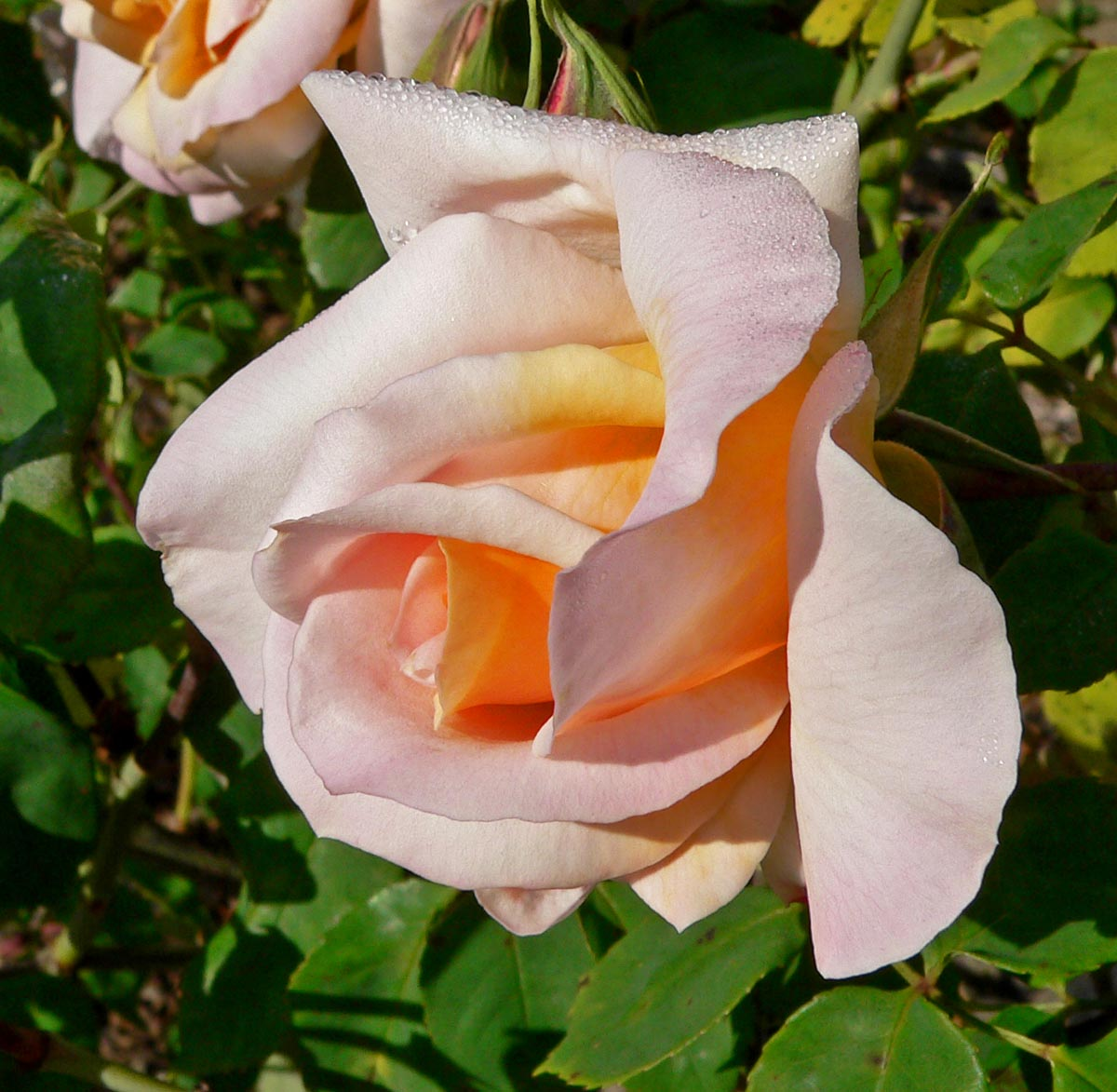
'Michèle Meilland', 1945
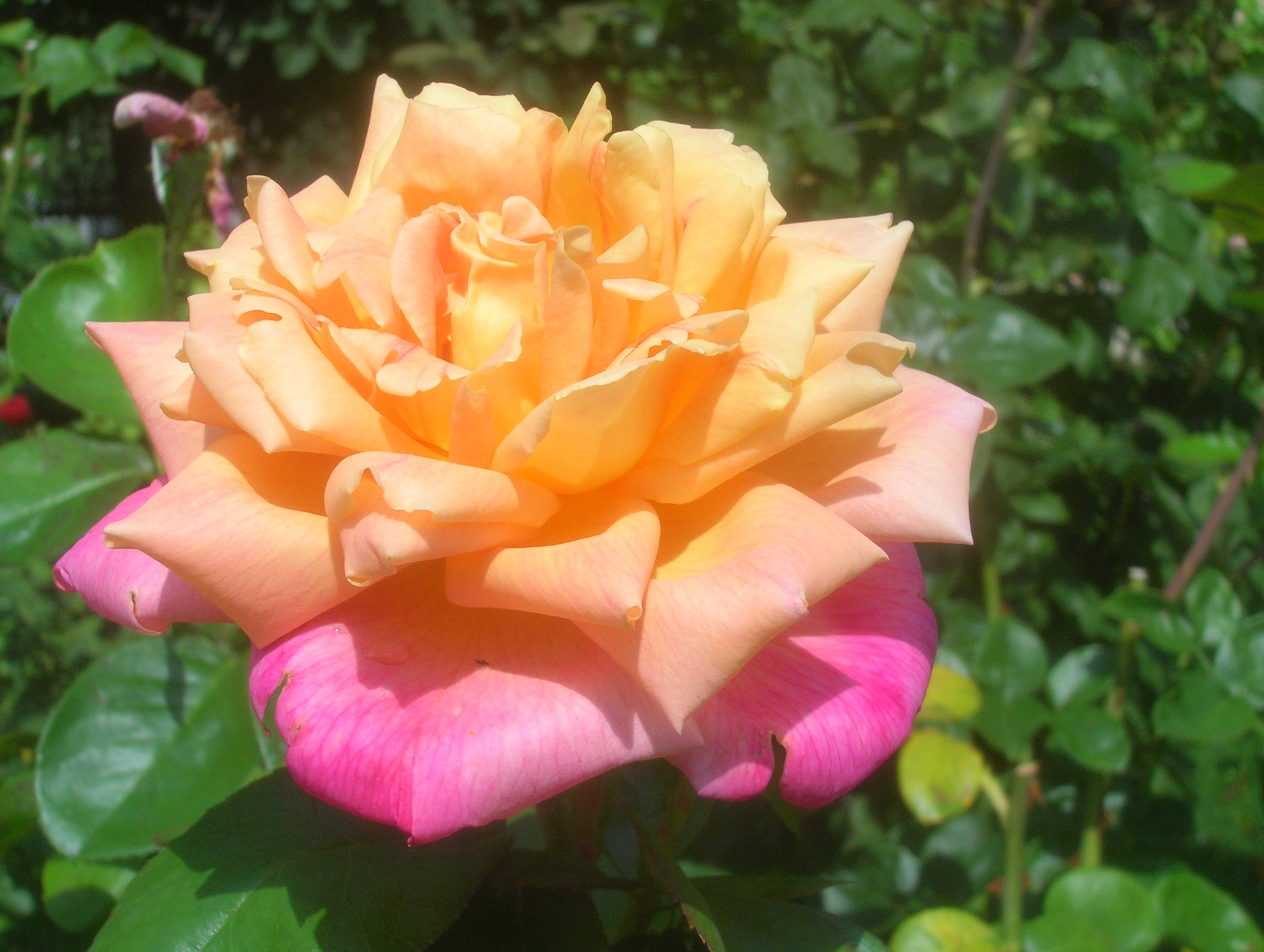
'Tahiti', 1947
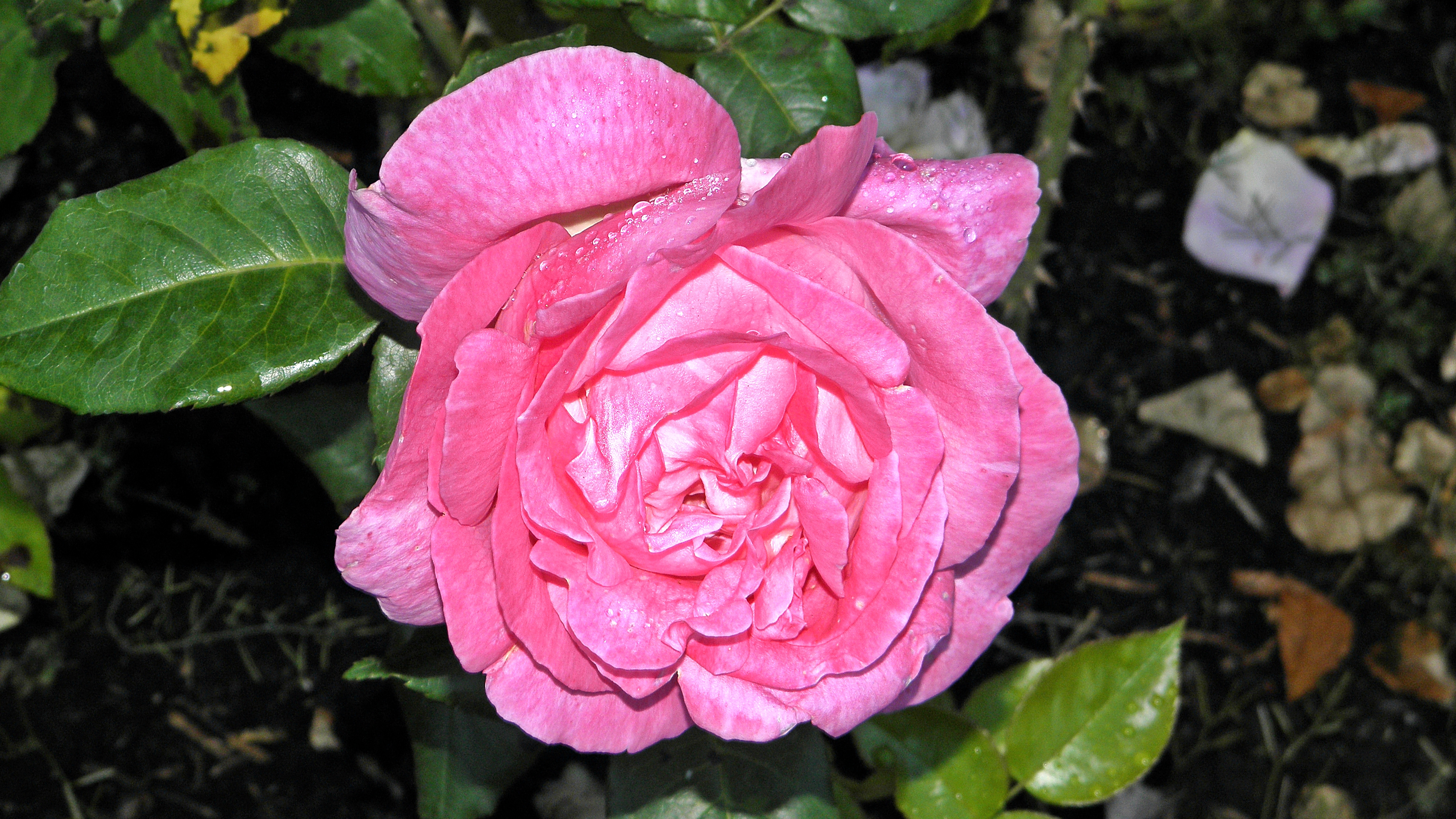
'Symphonie', 1948
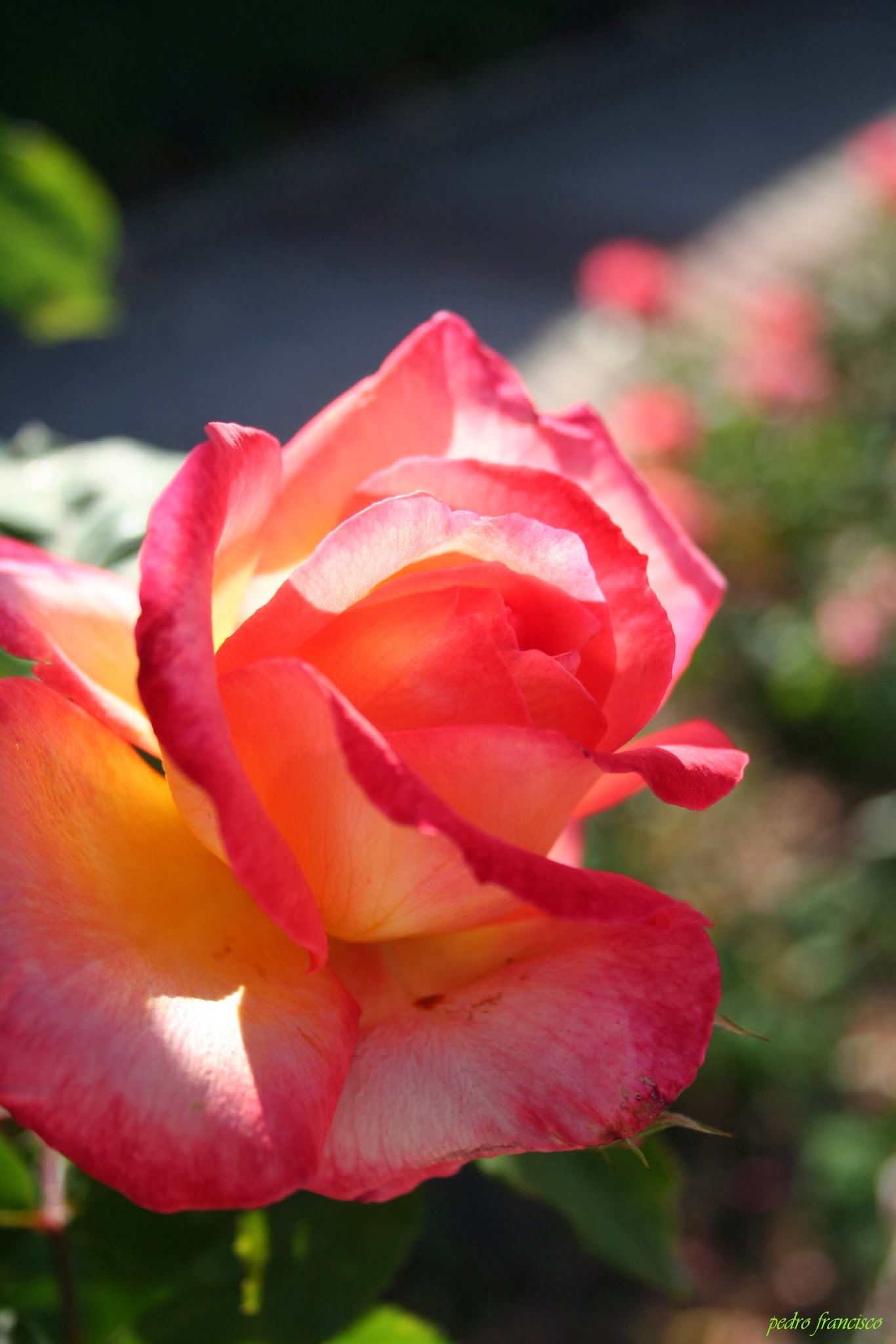
'Bettina', 1953
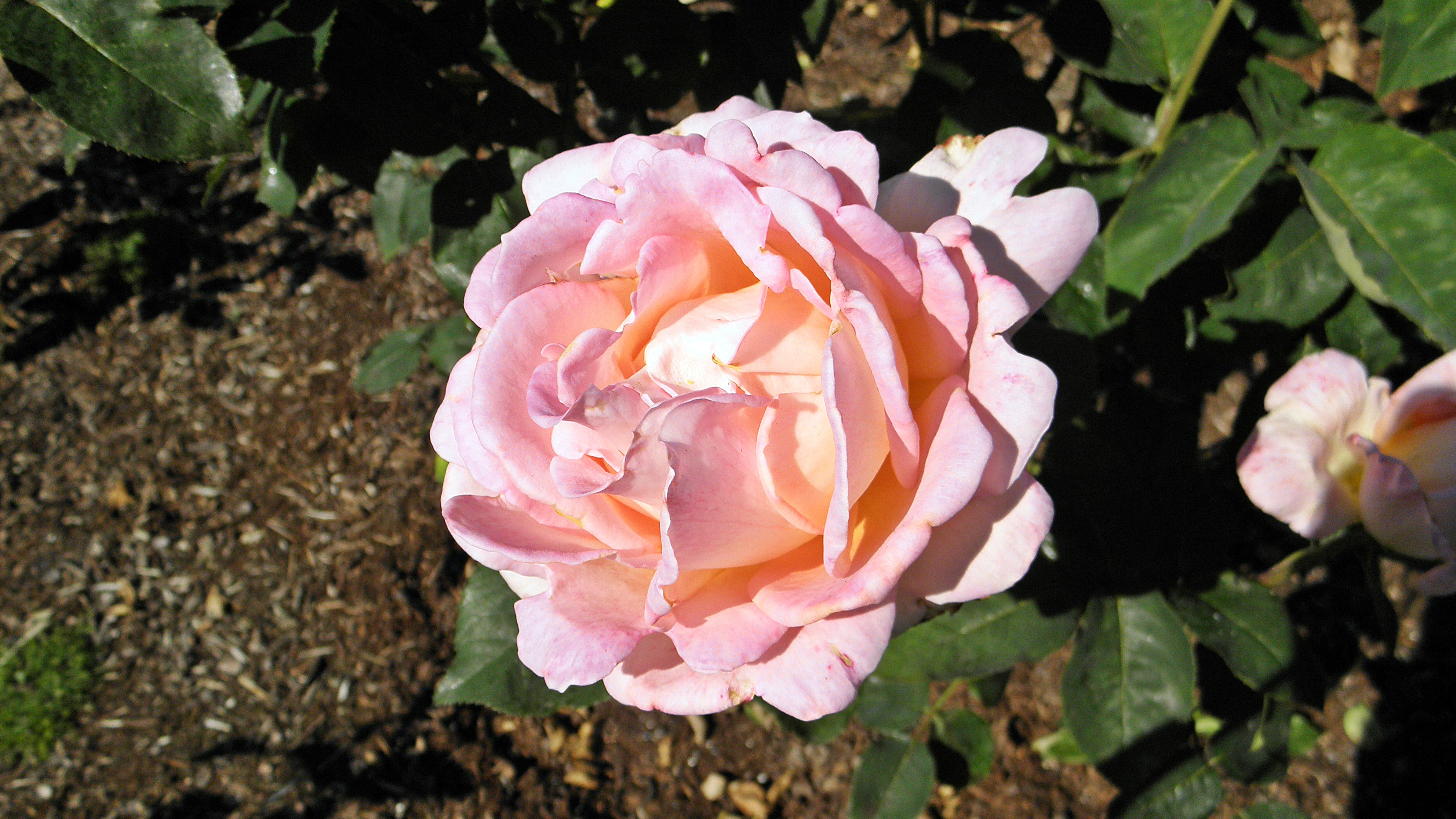
'Confidence', 1954
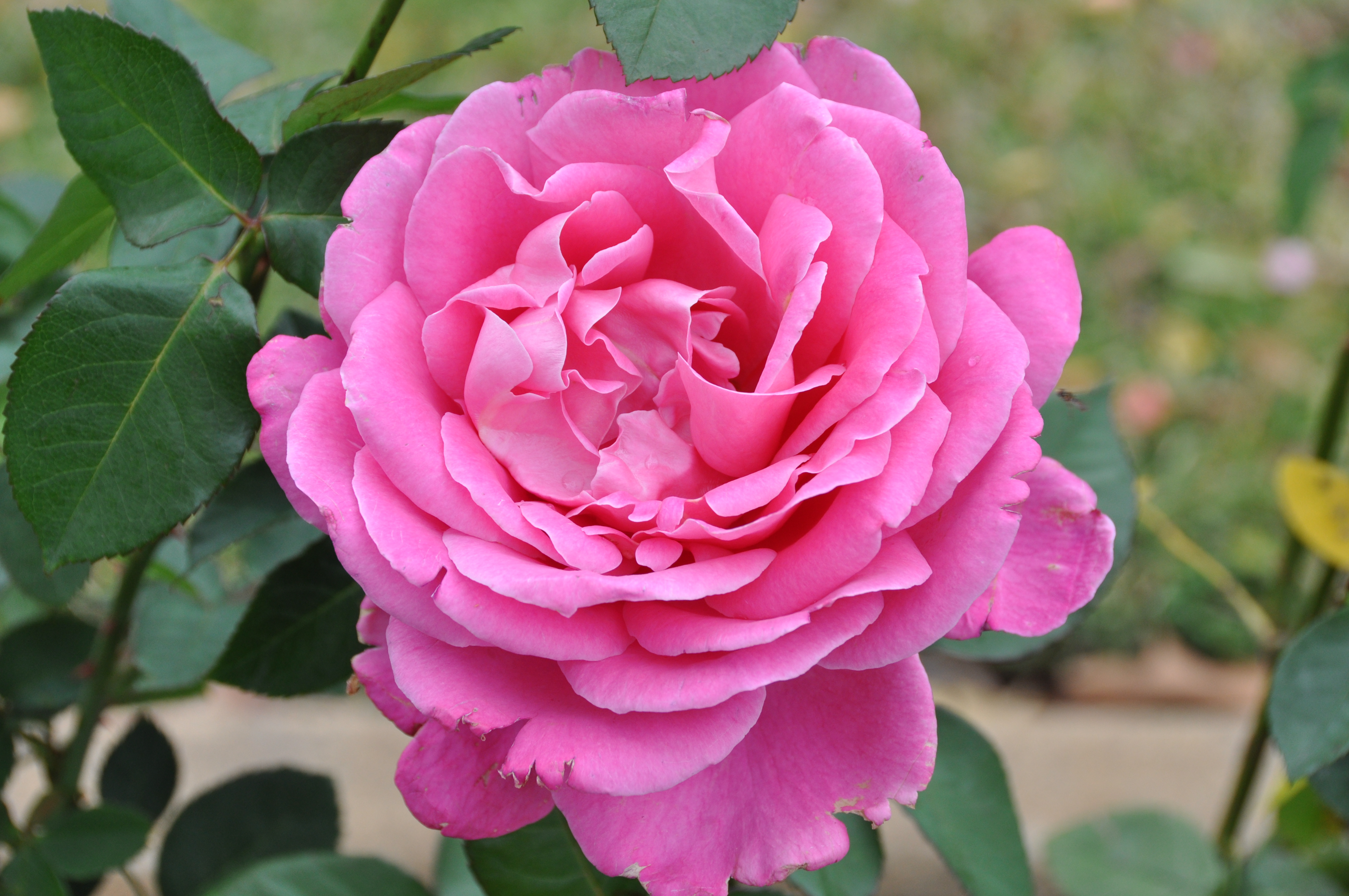
'Pink Peace', 1958
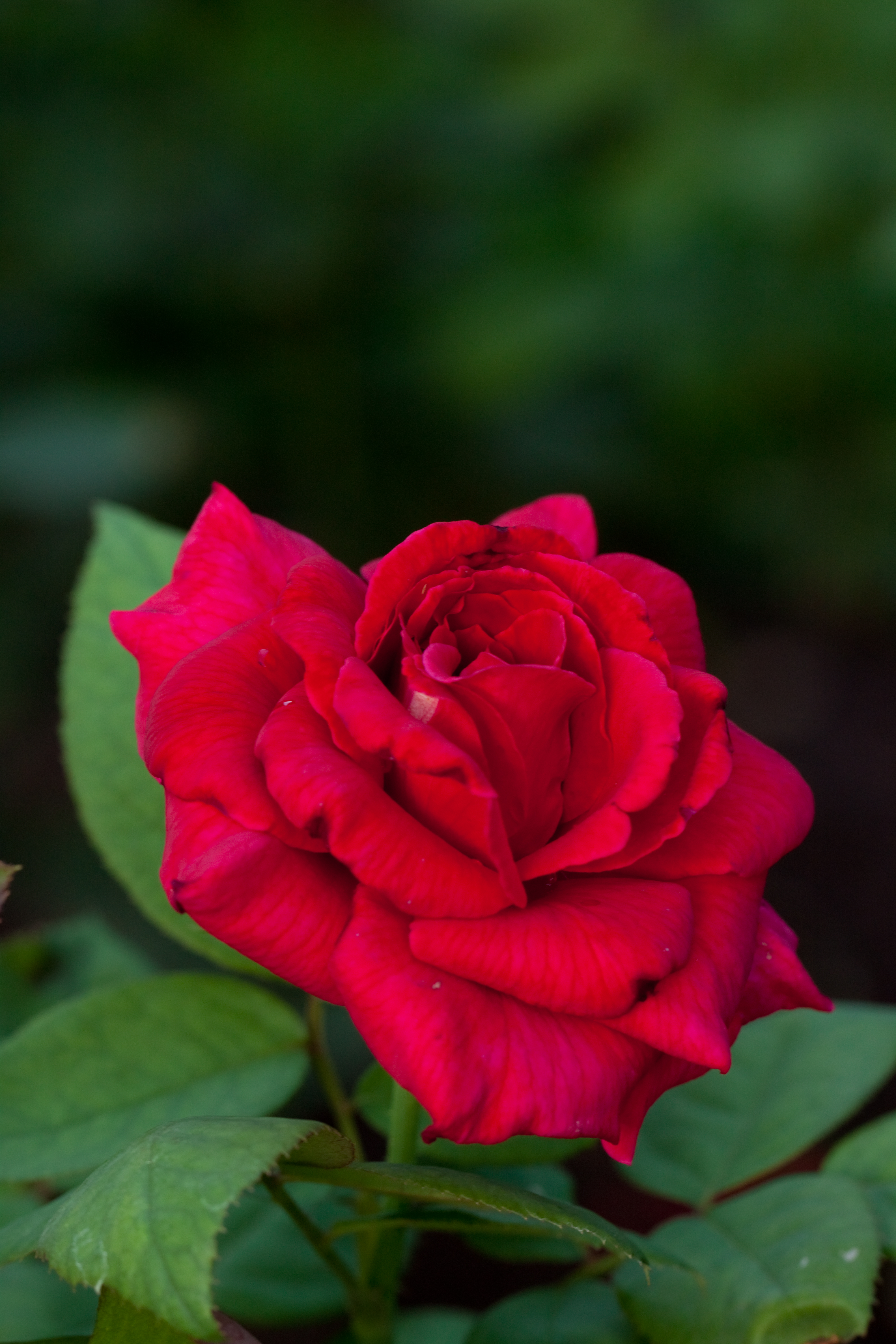
'Christian Dior', 1959

- von anderen Züchtern aus dem Hause Meilland:
  - 'Grand’mère Jenny' (1950), gelb mit pink-farbenem Rand (Farben ähnlich, aber etwas kräftiger und mehr Rosa als bei 'Peace');  von Marie-Louise Meilland[16]
  - 'Baronne Edmond de Rothschild' (Meigriso; 1968), fuchsia, Unterseiten heller; von Marie-Louise Meilland[17]
  - 'Princess Margaret' (1968), dunkelrosa; von Marie-Louise Meilland[18]
  - 'Preziosa' (syn. 'Indian Song', 1971), dunkelrosa oder scharlach mit goldener Rückseite; Alain Meilland[19]
  - 'Mahina 81' (1981), lachsrosa; von Alain Meilland[20]
  - 'Princesse de Monaco' ('Grace Kelly', Meimagarmic; 1982), cremeweiß mit pink-farbenem Rand; von Marie-Louise Meilland[21]
  - 'Centennial Star' (1996), gelb mit rosaroten Rändern (ähnlich 'Peace', aber stärker gefüllt, Blütenform beinahe wie eine Seerose); von Alain Meilland[22]
  - 'Frédéric Mistral' (syn. 'The Children’s Rose', MEItebros, 1996), hellrosa; von Alain Meilland[23][24]
  - 'Garden Director Bartje Miller' (syn. 'Dark Night', 'Black Gold', MEIrysett, 2008), dunkel-samtrot oder -purpur mit gelblichen Unterseiten; von Alain Meilland[25]

Züchtungen aus dem Hause Meilland, die von 'Peace' abstammen
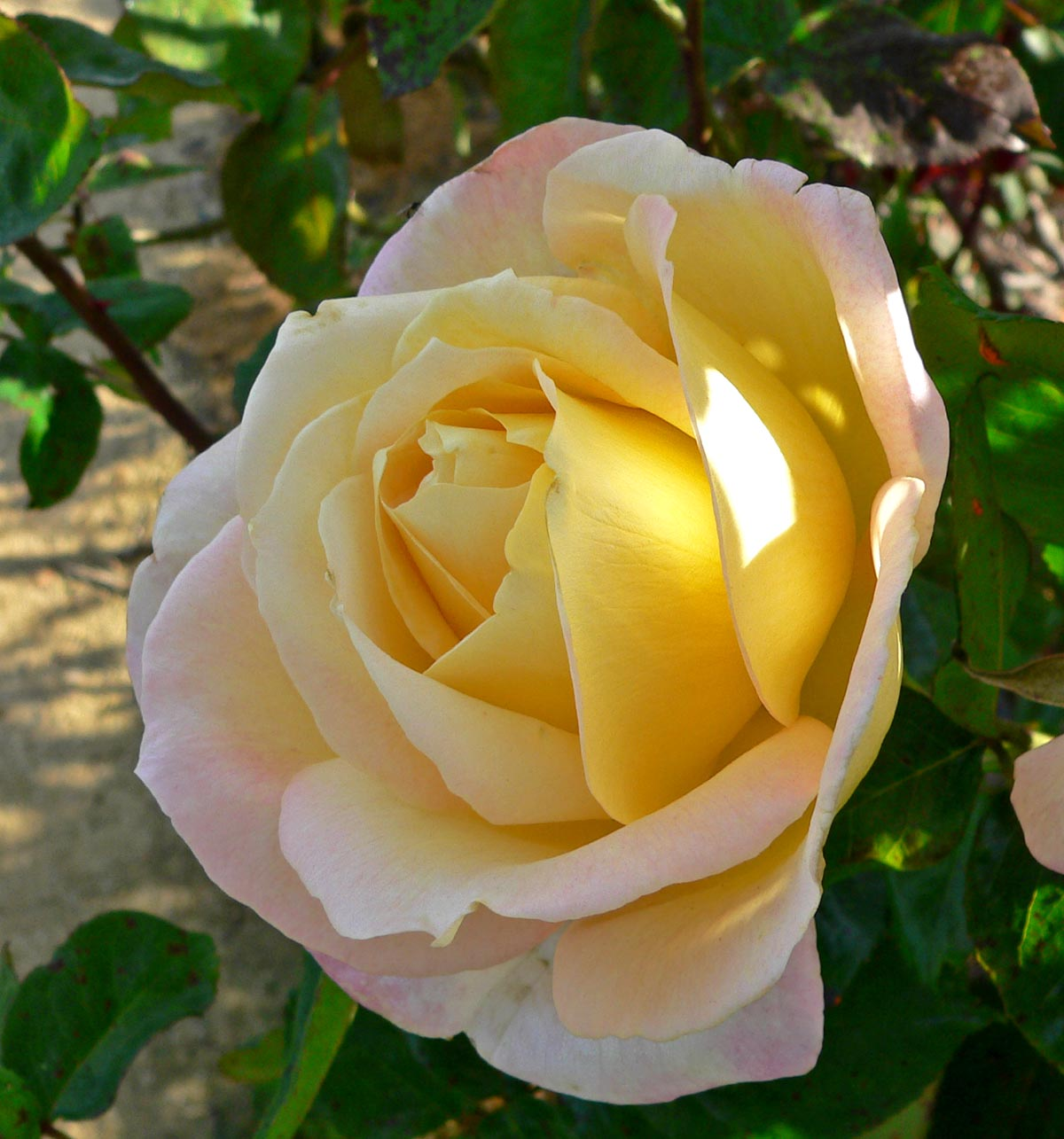
'Grand’mère Jenny', 1950, Marie-Louise Meilland
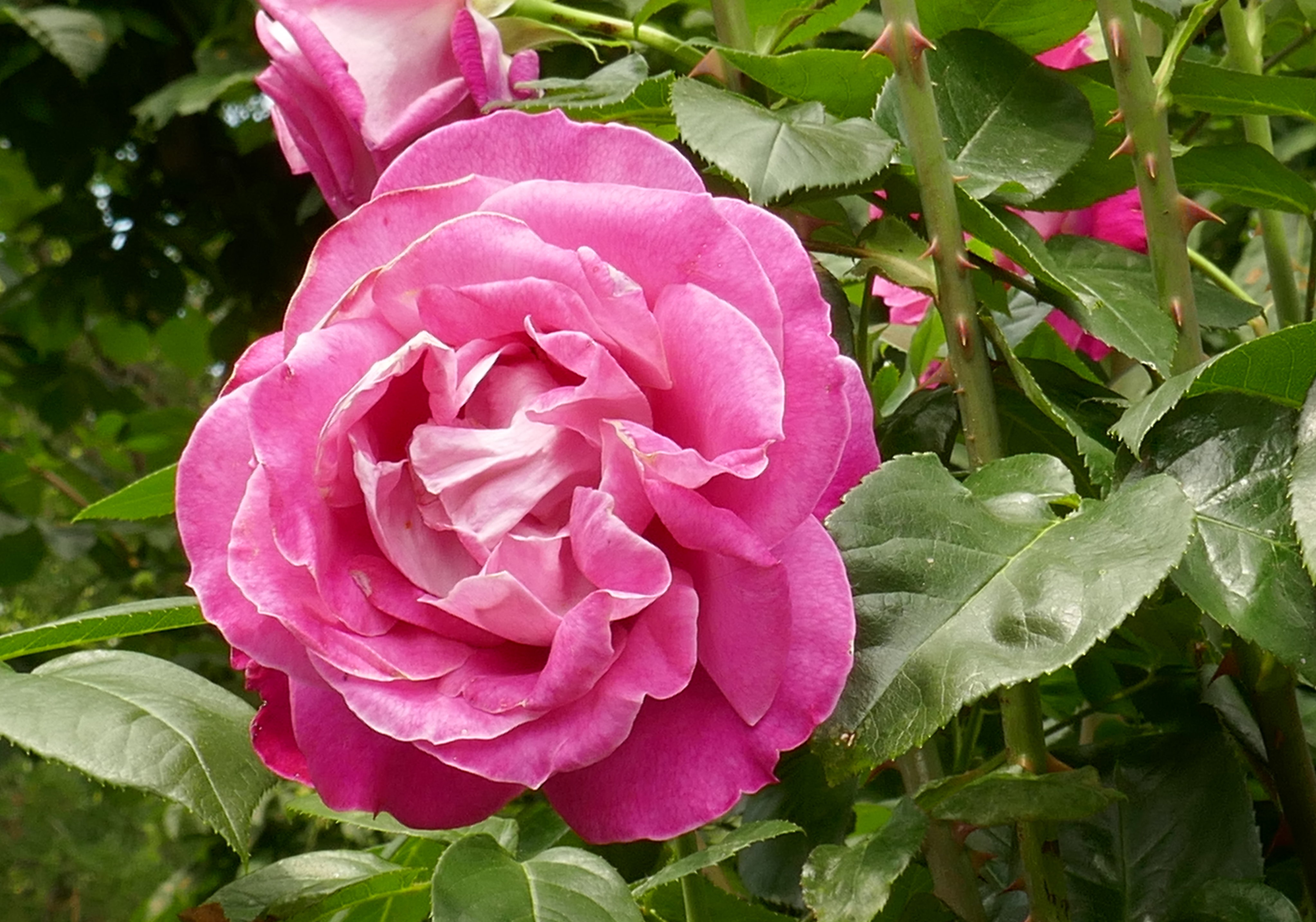
'Baronne E. de Rothschild', 1968, Marie-Louise Meilland
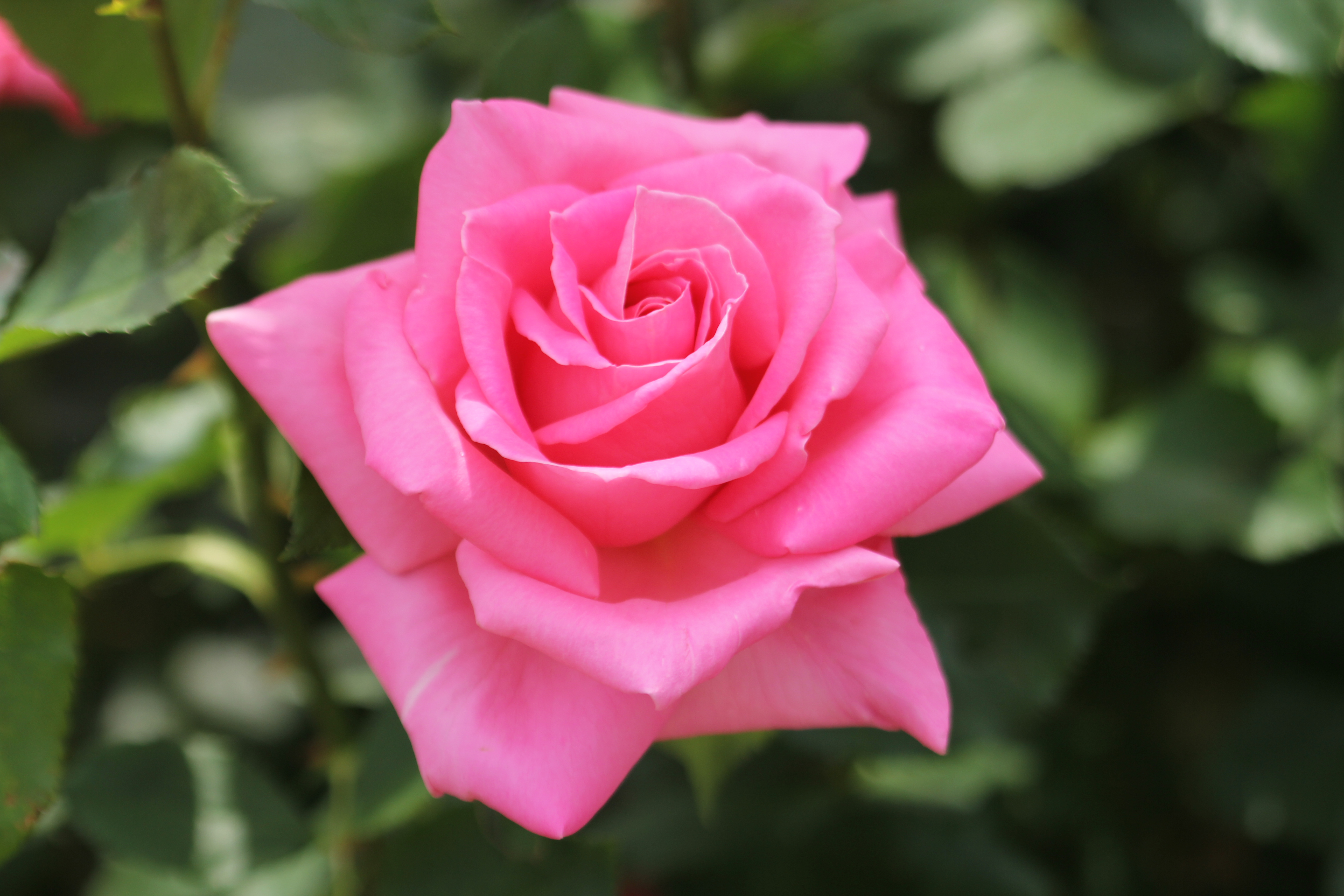
'Princess Margaret', 1969, Marie-Louise Meilland
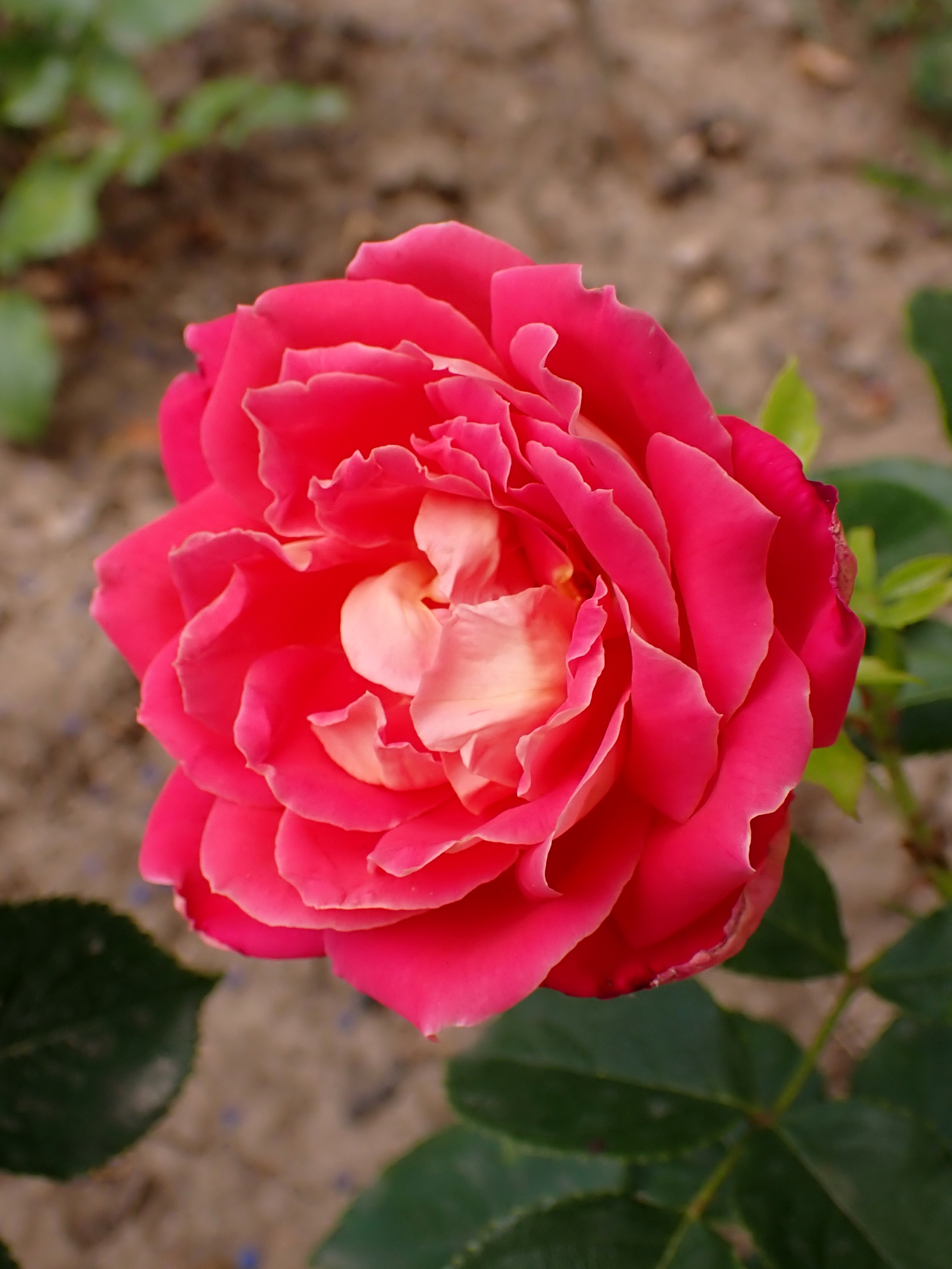
'Preziosa' (syn. 'Indian Song'), 1971, Alain Meilland
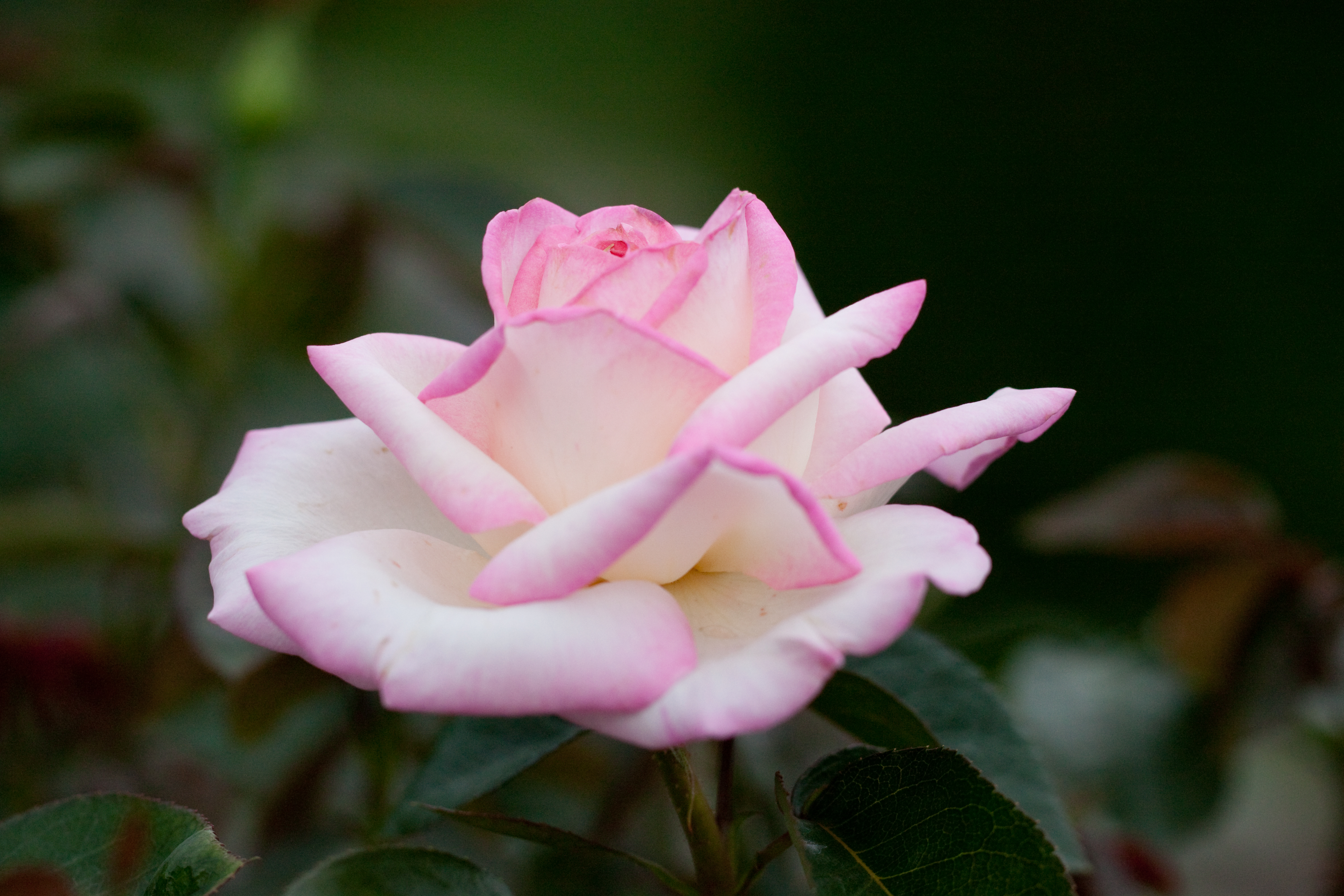
'Princesse de Monaco', 1981, Marie-Louise Meilland
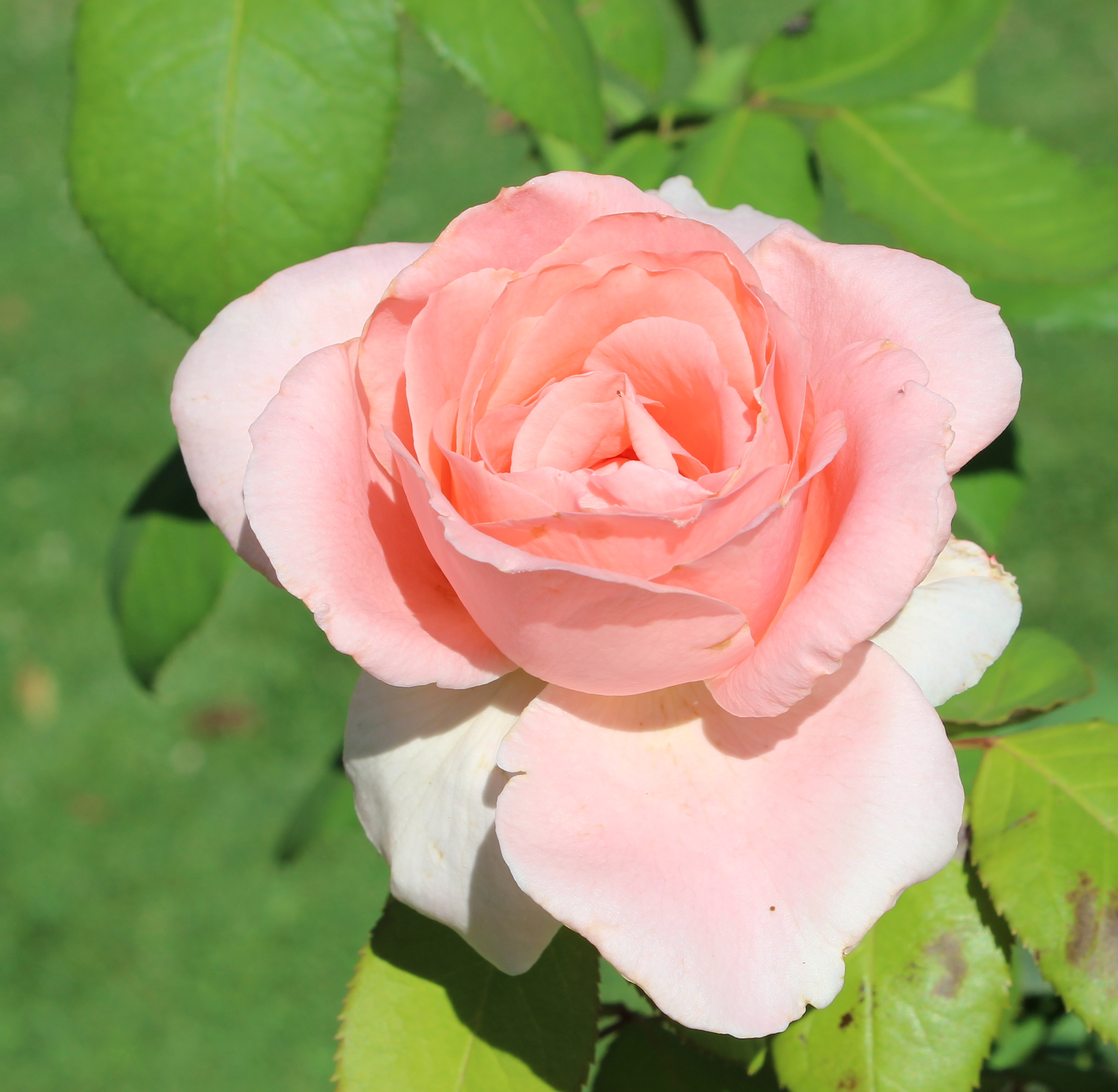
'Mahina 81', 1981, Alain Meilland
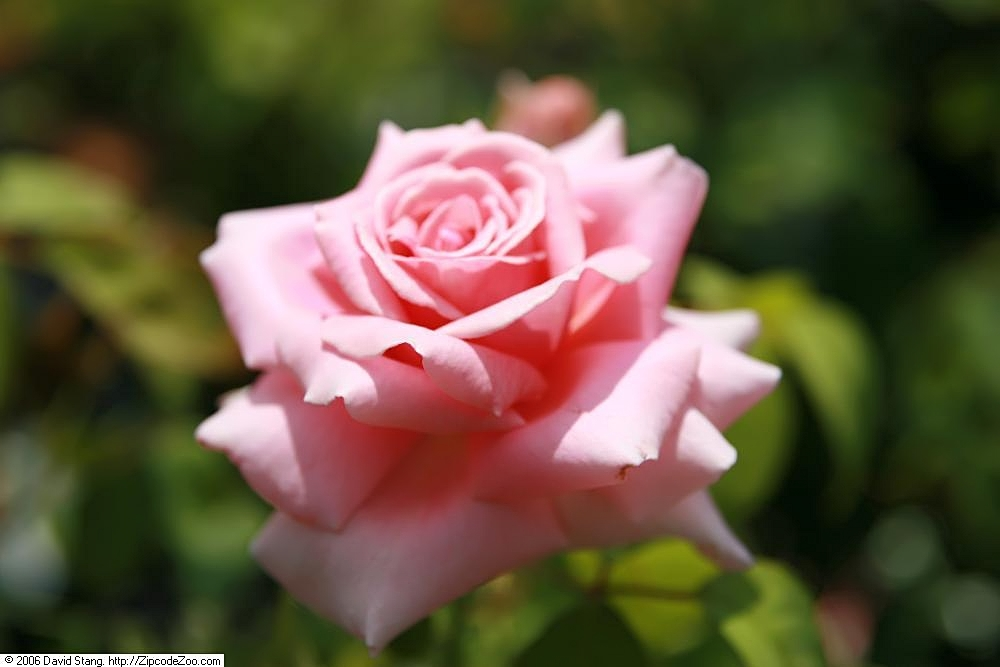
'Frédéric Mistral', 1996, Alain Meilland
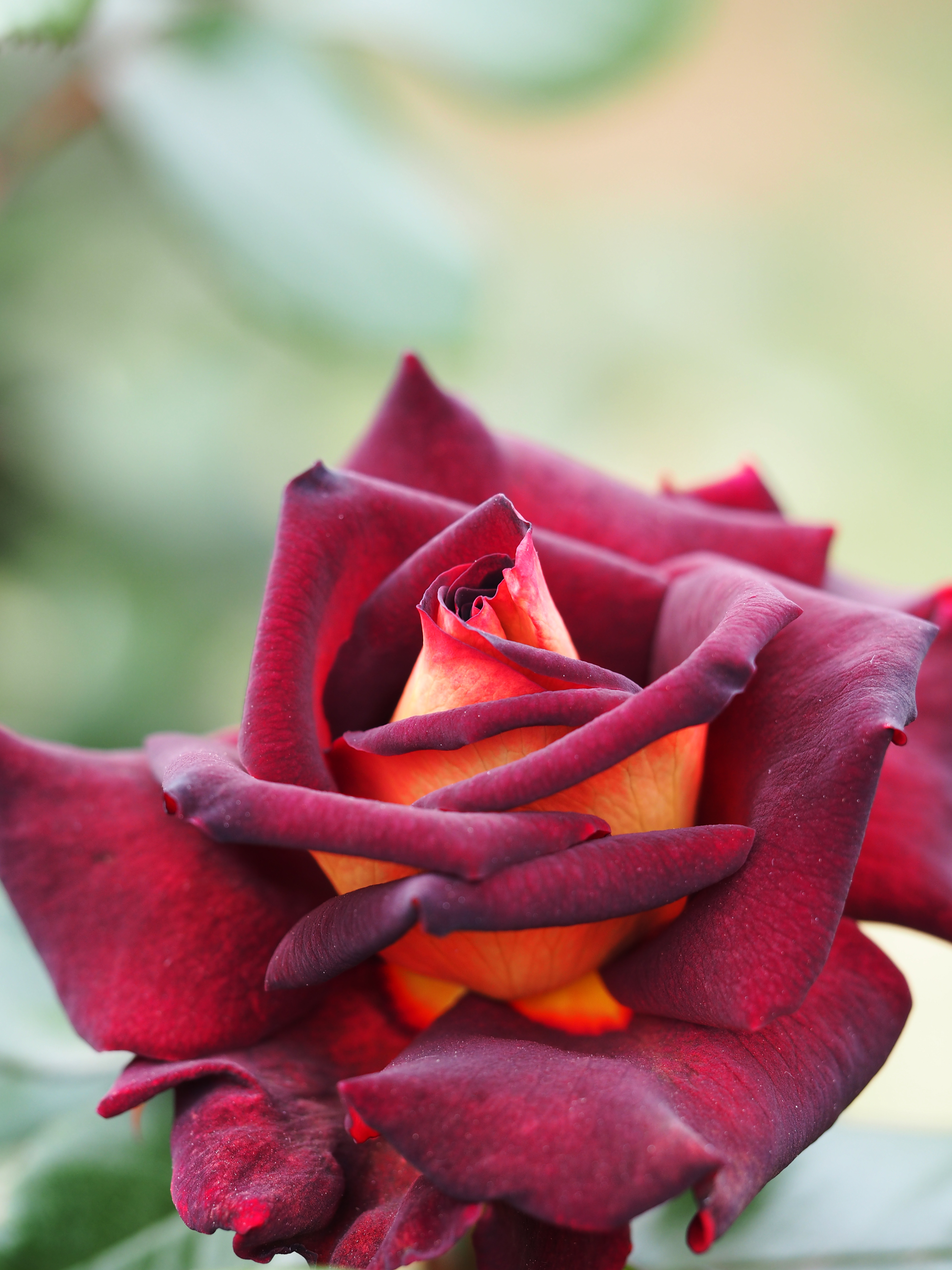
'Garden Director Bartje Miller' (syn. 'Dark Night', MEIrysett, 'Black Gold'), 2008, Alain Meilland

- von anderen Züchtern:
  - 'Karl Herbst' (syn. 'Red Peace', 1950), scharlach-kirschrot, Unterseite der Petalen etwas heller; Wilhelm J.H. Kordes II[26]
  - 'Rose Gaujard' (1956), scharlachrot mit weißlichen Unterseiten; Jean-Marie Gaujard
  - 'Memoriam' (1957), sehr zartes Rosé; Gordon J. Von Abrams
  - 'Sterling Silver' (1957), helles Flieder; Esther Gladys Fisher
  - 'Primaballerina' (1957), karminrosa, leicht creme-farben meliert; Mathias Tantau jr.
  - 'Kordes’ Perfecta' (1957), weiß mit rosarotem oder kirschrotem Rand; Kordes[27]
  - 'Stella' (1958), innen cremerosa, außen dunkelrosa bis rot; Tantau[28]
  - 'Garden Party' (1959), cremeweiß mit schmalen purpurroten oder rosa Rändern; Herbert C. Swim
  - 'Piccadilly' (1959), zweifarbig: orangerot und gelb; McGredy[29]
  - 'Super Star' (oder Tropicana', 1960), orangerot, zinnoberrot; Tantau
  - 'Mischief' (1961), rosa; Samuel Darragh McGredy IV
  - 'Royal Highness' (1962), zartrosa; Swim & Weeks
  - 'Éminence' (1962), mittel bis dunkel mauve-rosa; Gaujard[30]
  - 'Diorama' (1965), goldgelb und hellgelb mit einem Hauch Rosa; Gerrit De Ruiter
  - 'Summer Rainbow' (1966), rosa mit hellgelben Untertönen (Schalenform); Robert G. Jelly[31]
  - 'Minuette' (1969), weiß mit kirschroten Rändern; Walter E. Lammerts[32]
  - 'Red Devil' (syn. 'Cœur d’amour', 1970), scharlach-karminrot; Patrick Dickson[33]
  - 'Oriana' (1970), kirschrot mit weißlicher Unterseite; Tantau[34]
  - 'Perfume Delight' (1973), kräftiges Rosa; Swim & Weeks
  - 'Anneliese Rothenberger' (syn. 'Oregold', 1975), dottergelb; Tantau[34]
  - 'Allspice' (1977), gelb; David L. Armstrong
  - 'Love and Peace' (oder 'Pullman Orient Express', 1991), kräftig goldgelb mit zinnoberrotem Rand (farblich ähnlich aber viel greller als 'Peace'); Ping Lim

Rosen anderer Züchter, die von 'Peace' abstammen
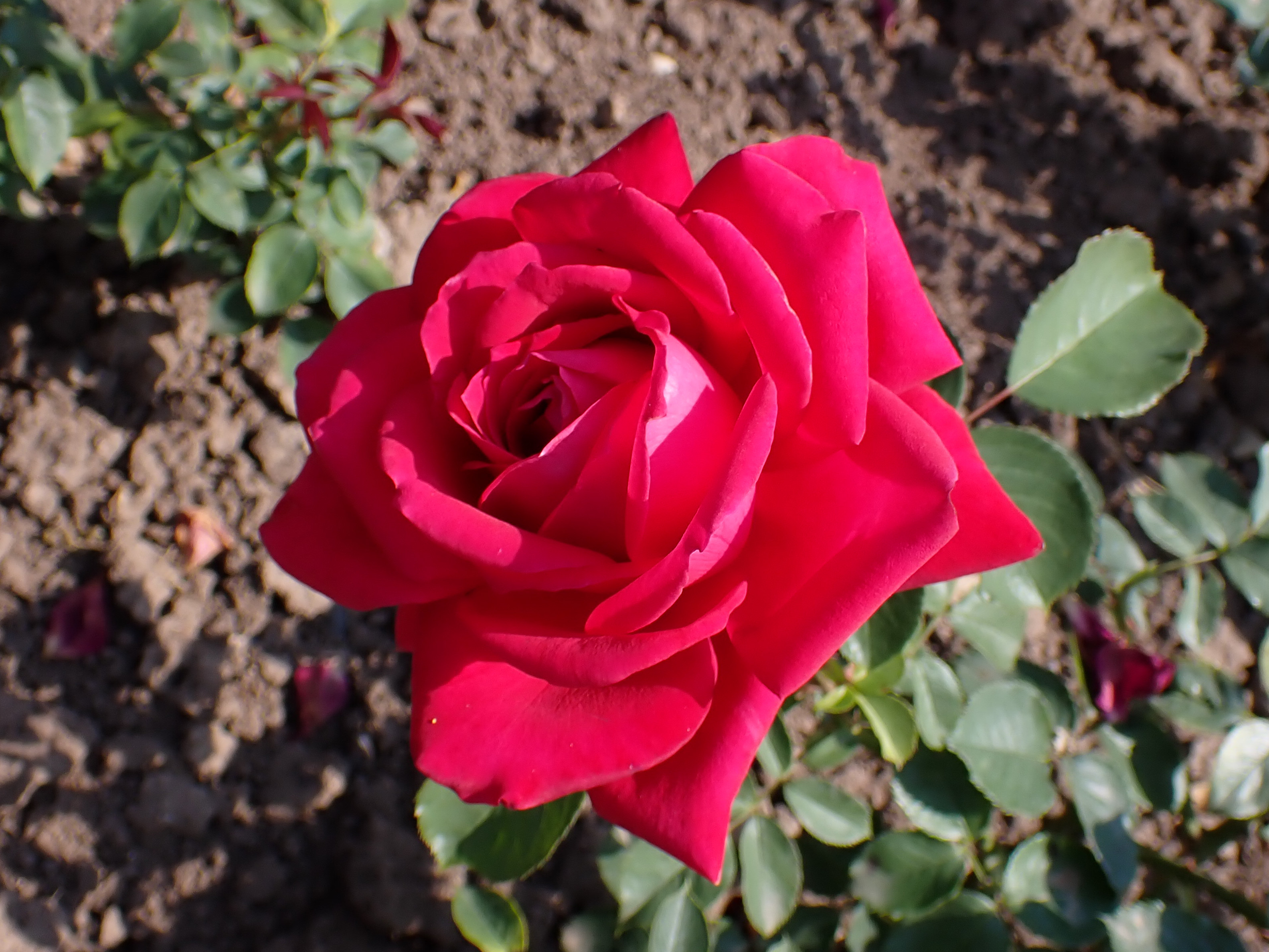
'Karl Herbst', 1950, Wilhelm J.H. Kordes II
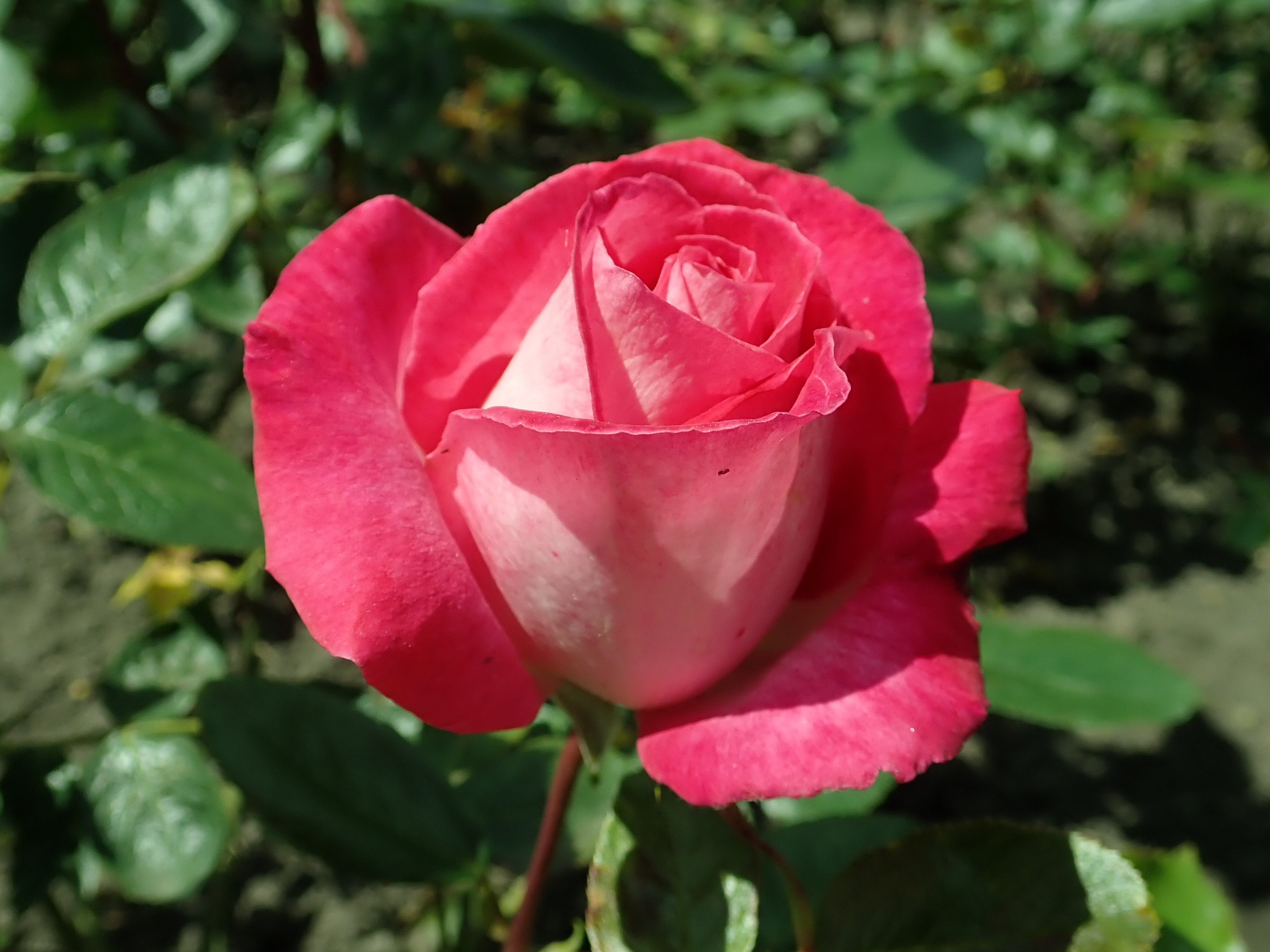
'Rose Gaujard', 1956, Jean-Marie Gaujard
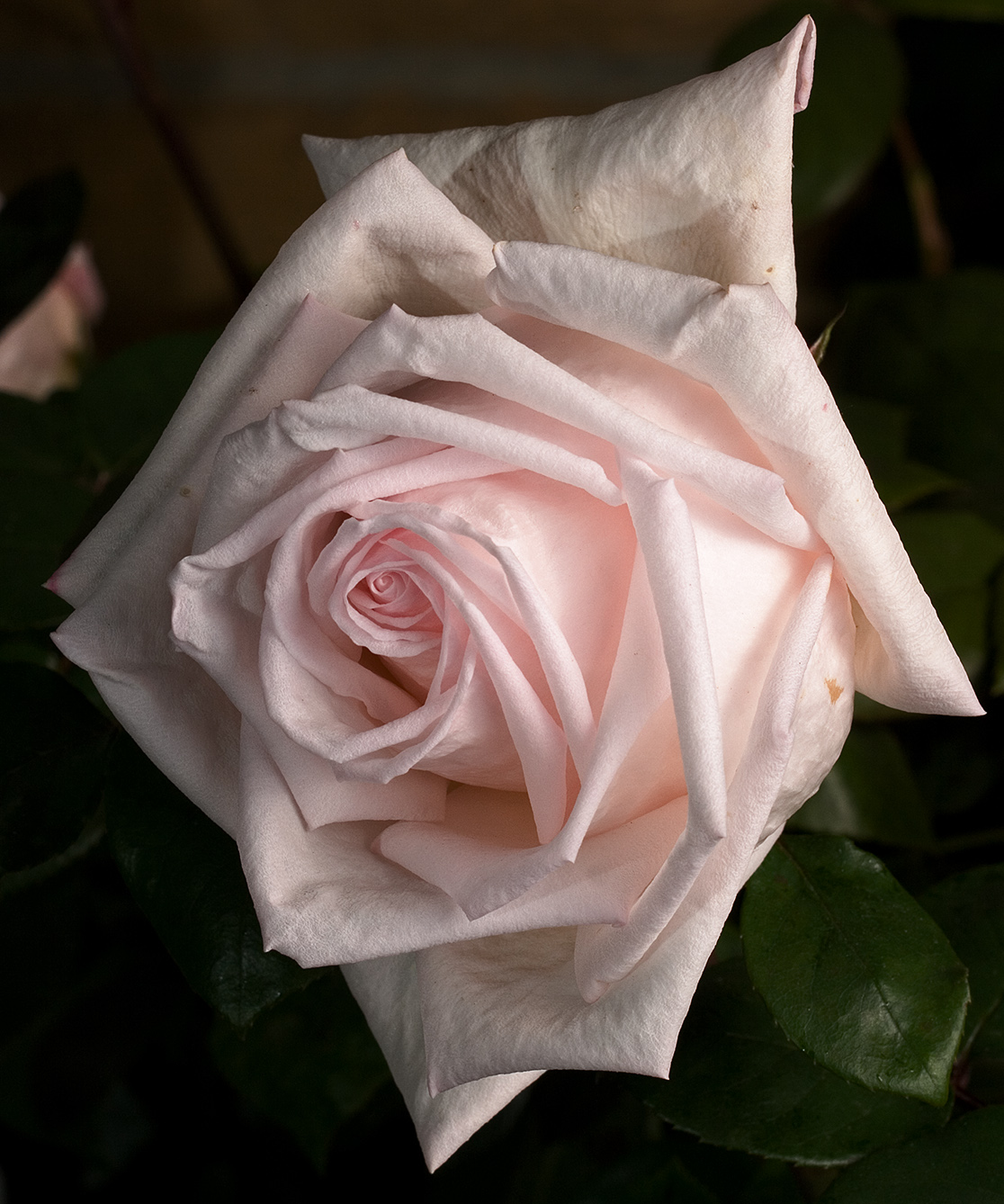
'Memoriam', 1957, Gordon J. Von Abrams
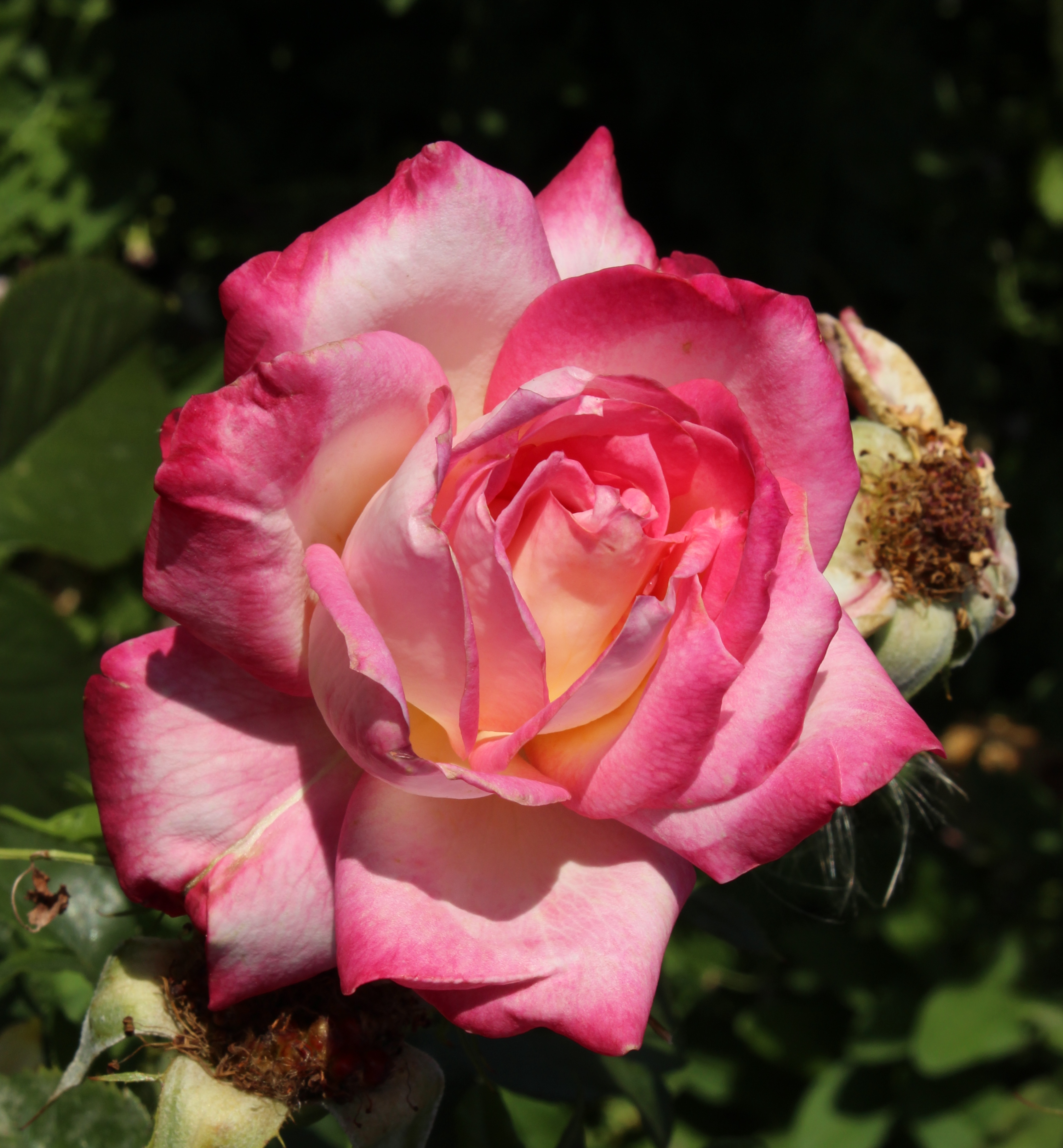
'Kordes’ Perfecta', 1957, Kordes
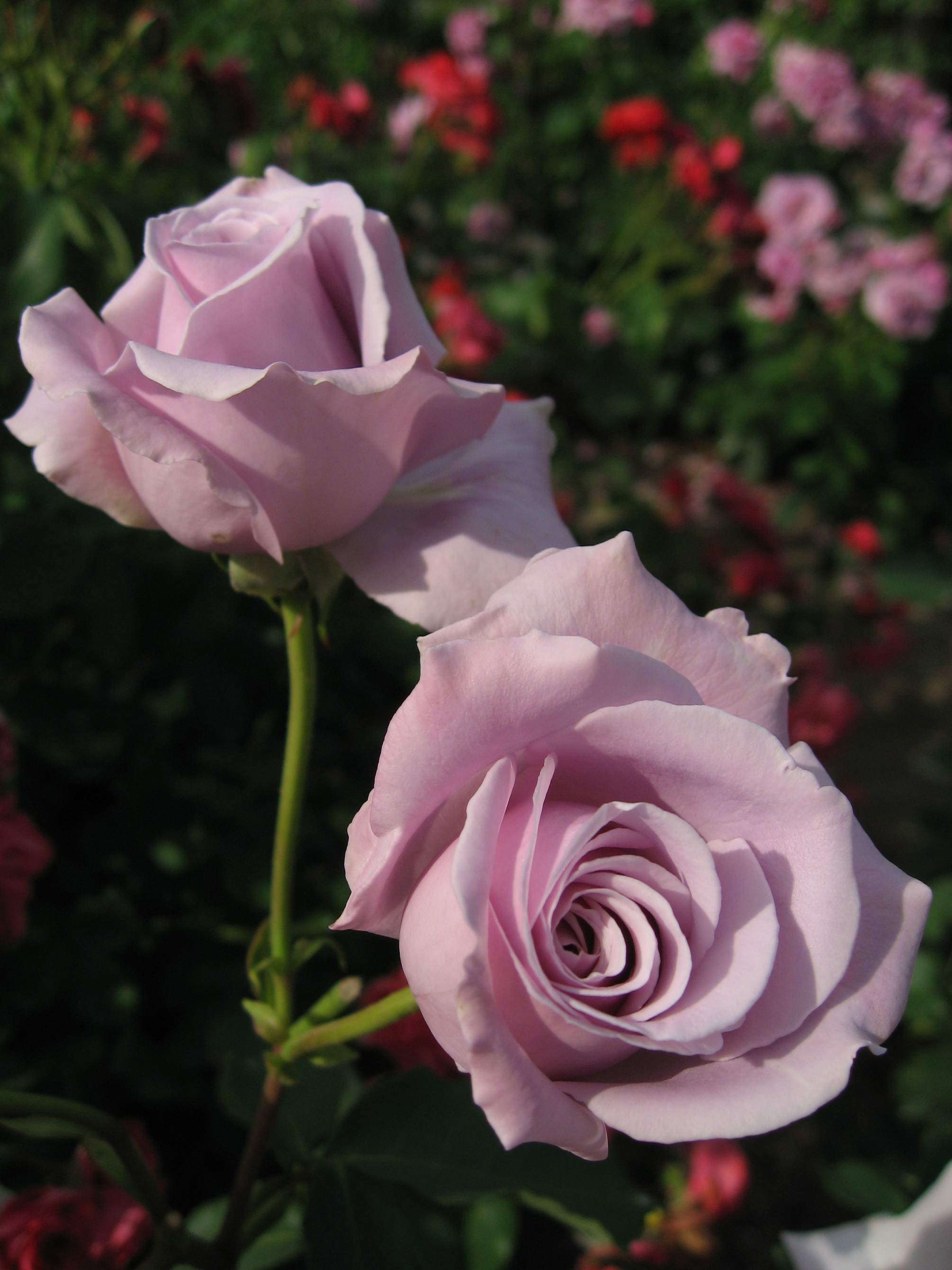
'Sterling Silver', 1957, Esther G. Fisher
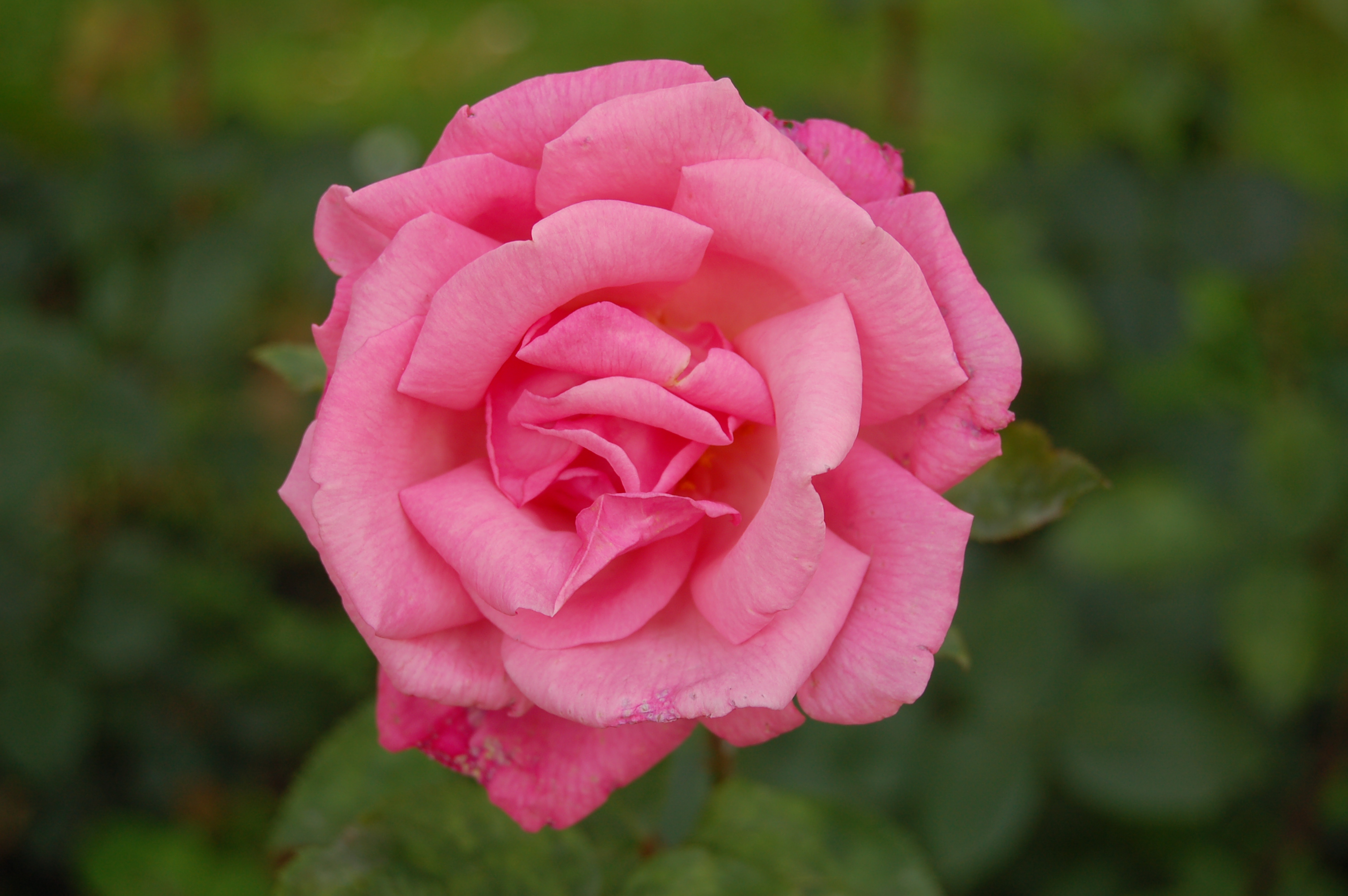
'Primaballerina', 1957, Mathias Tantau
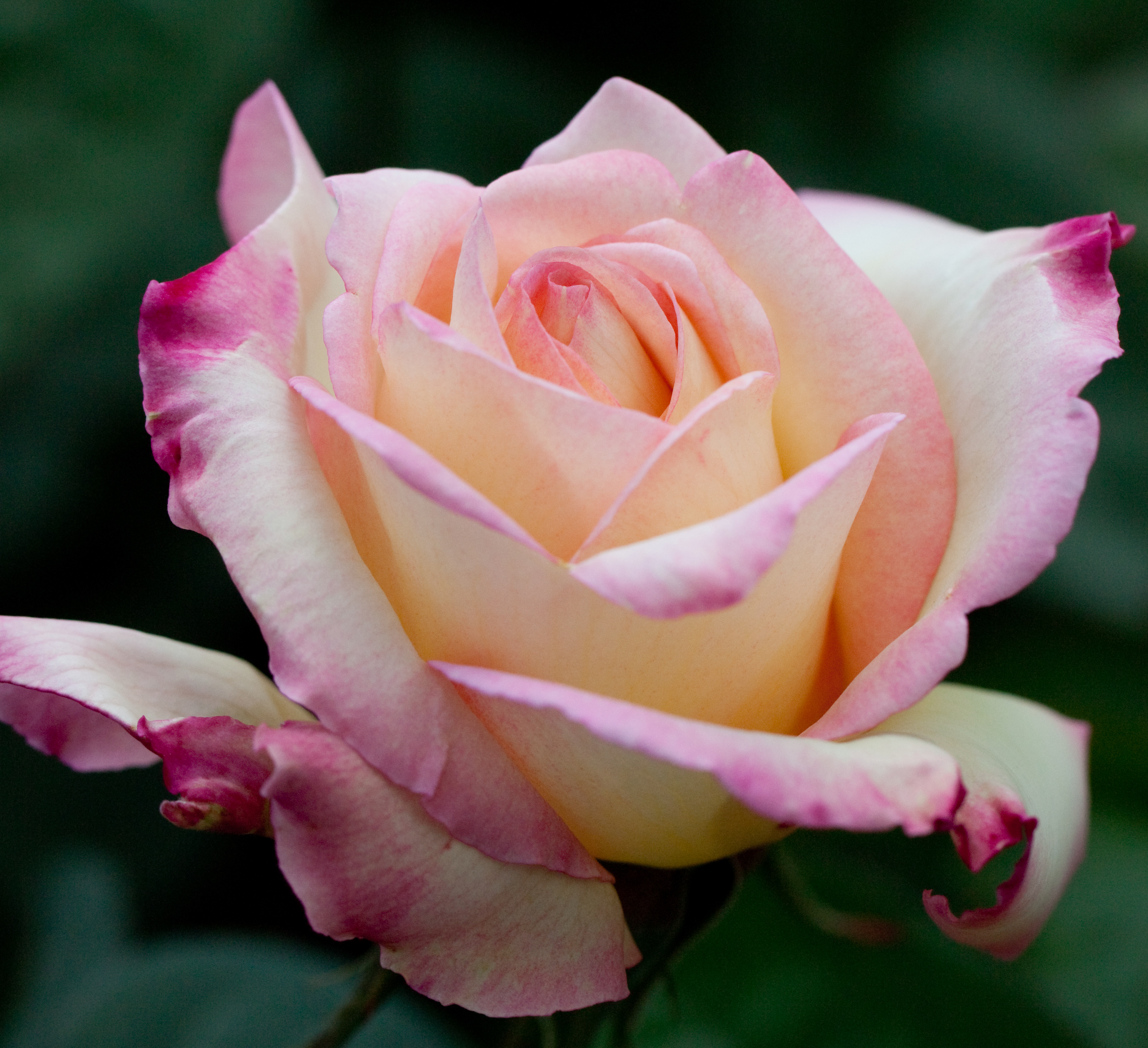
'Garden Party', 1959, Herbert C. Swim
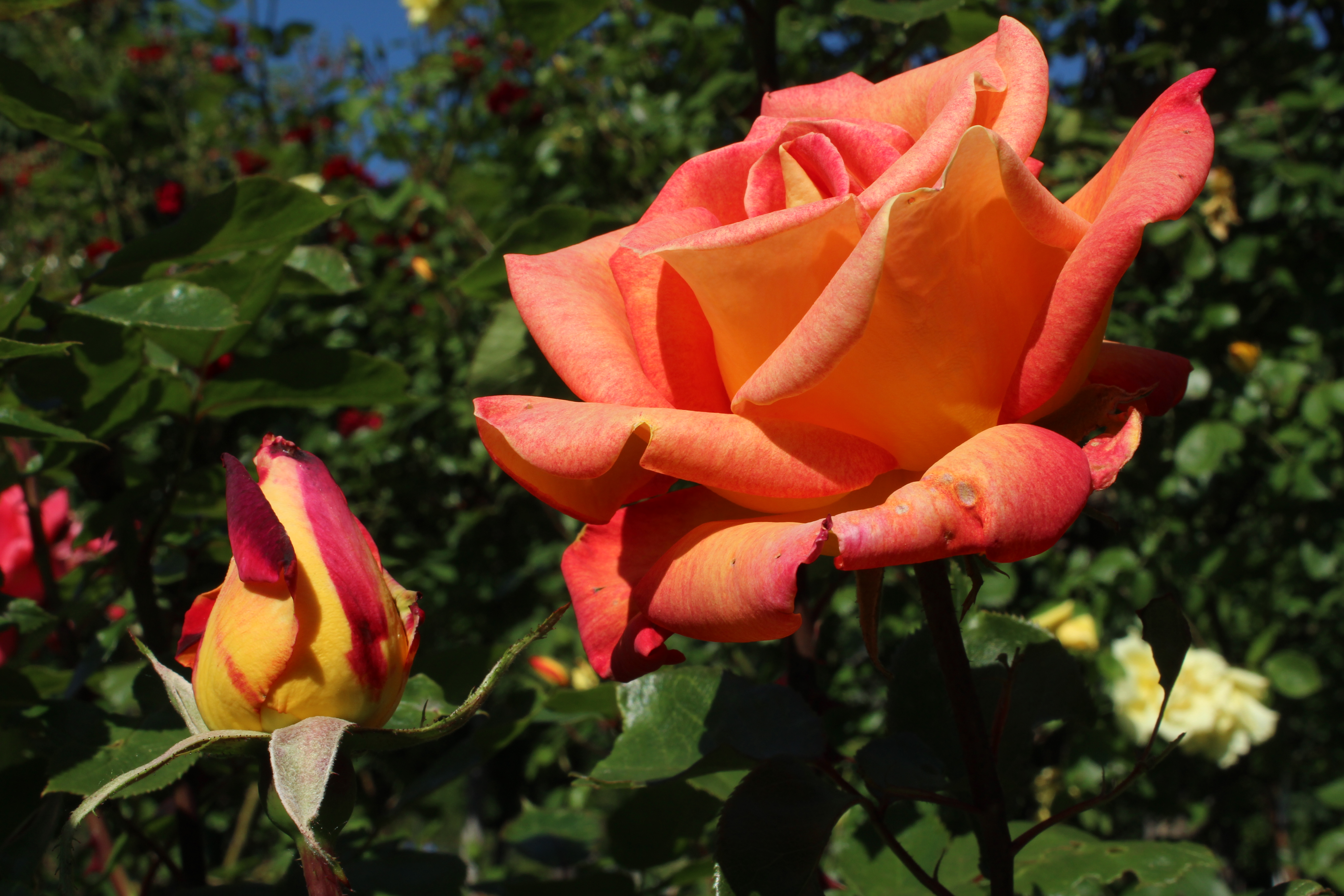
'Piccadilly', 1959, Kordes
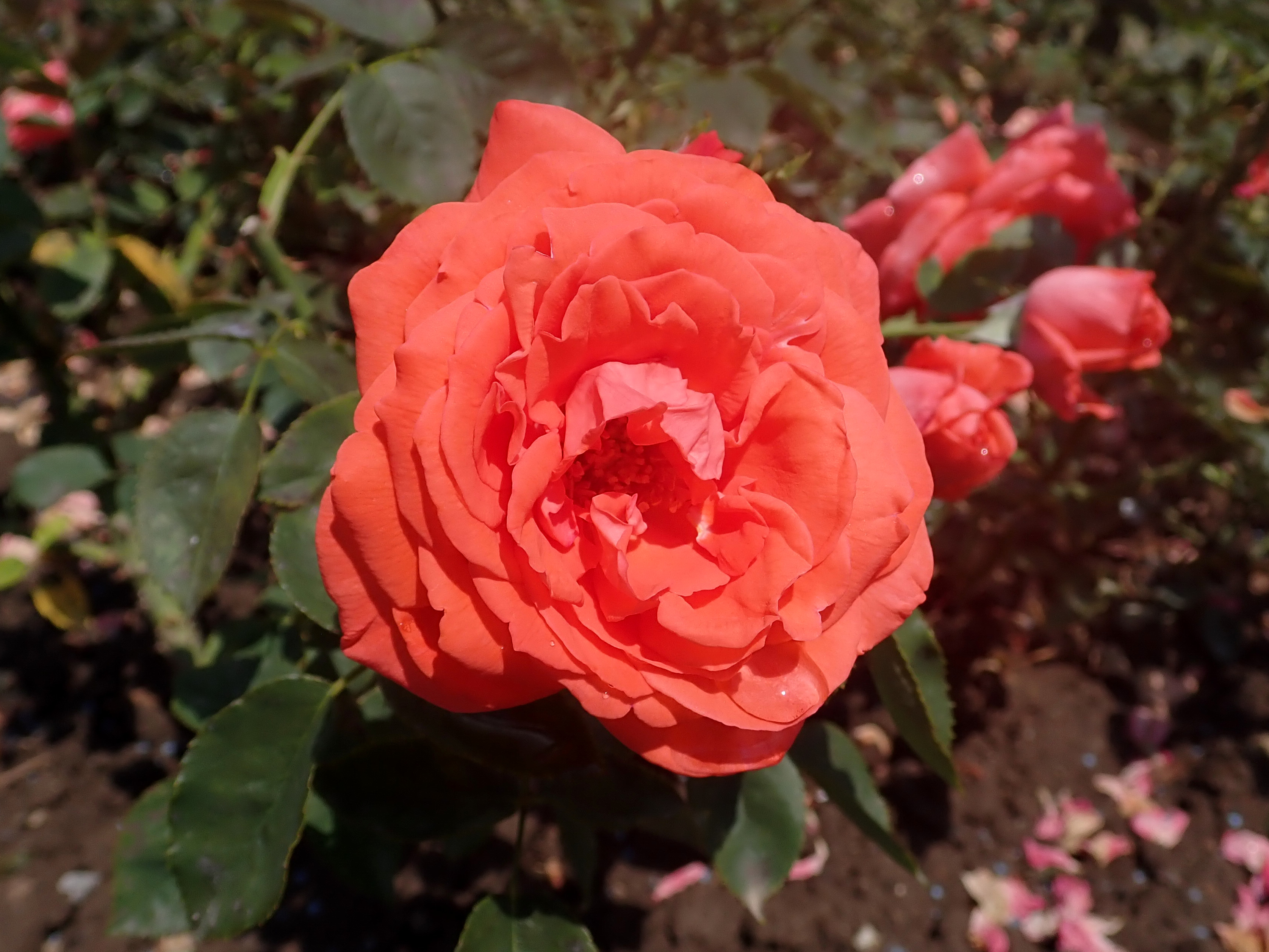
'Super Star' (oder 'Tropicana'), 1960, Tantau
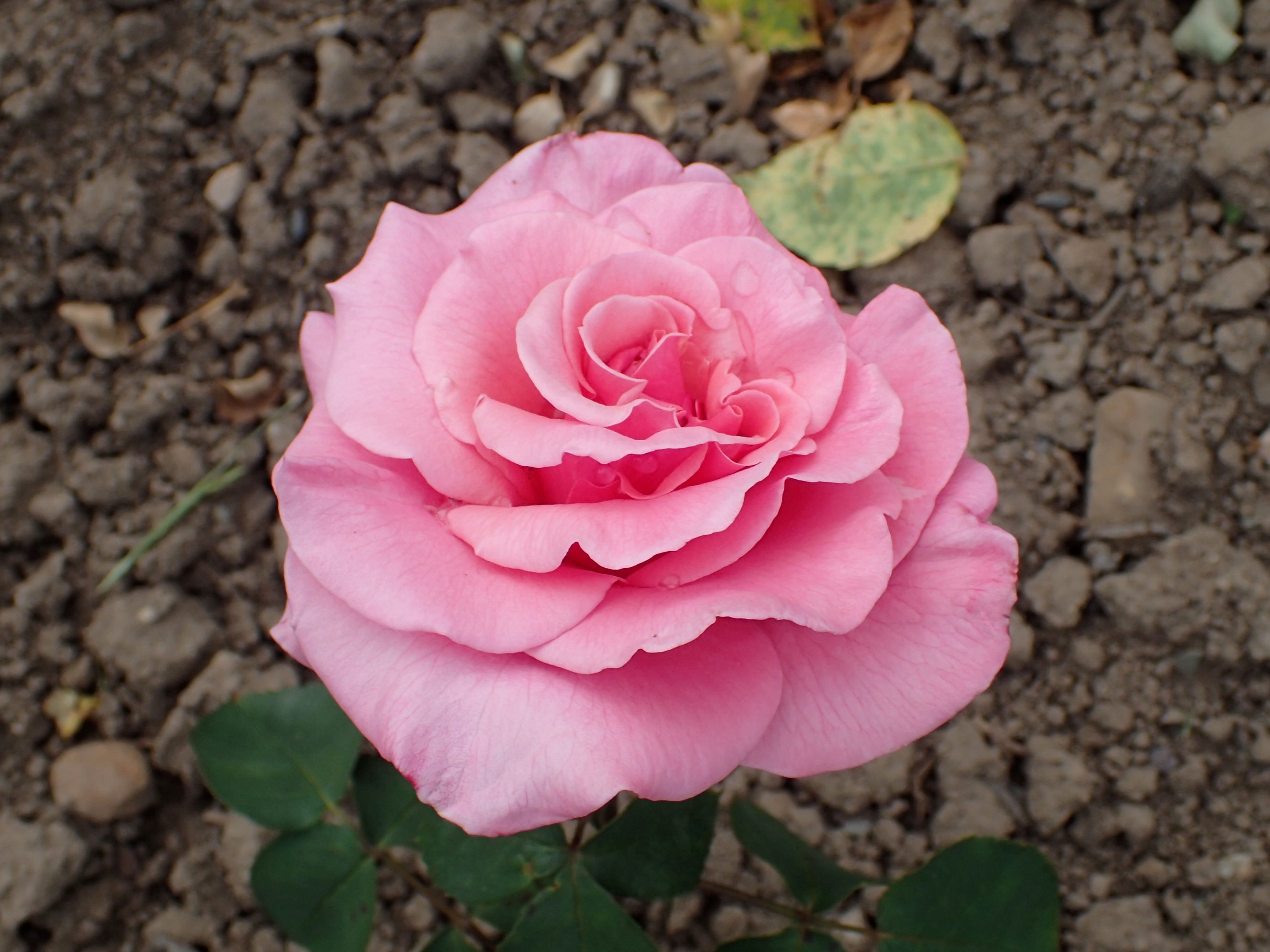
'Mischief', 1961, McGredy
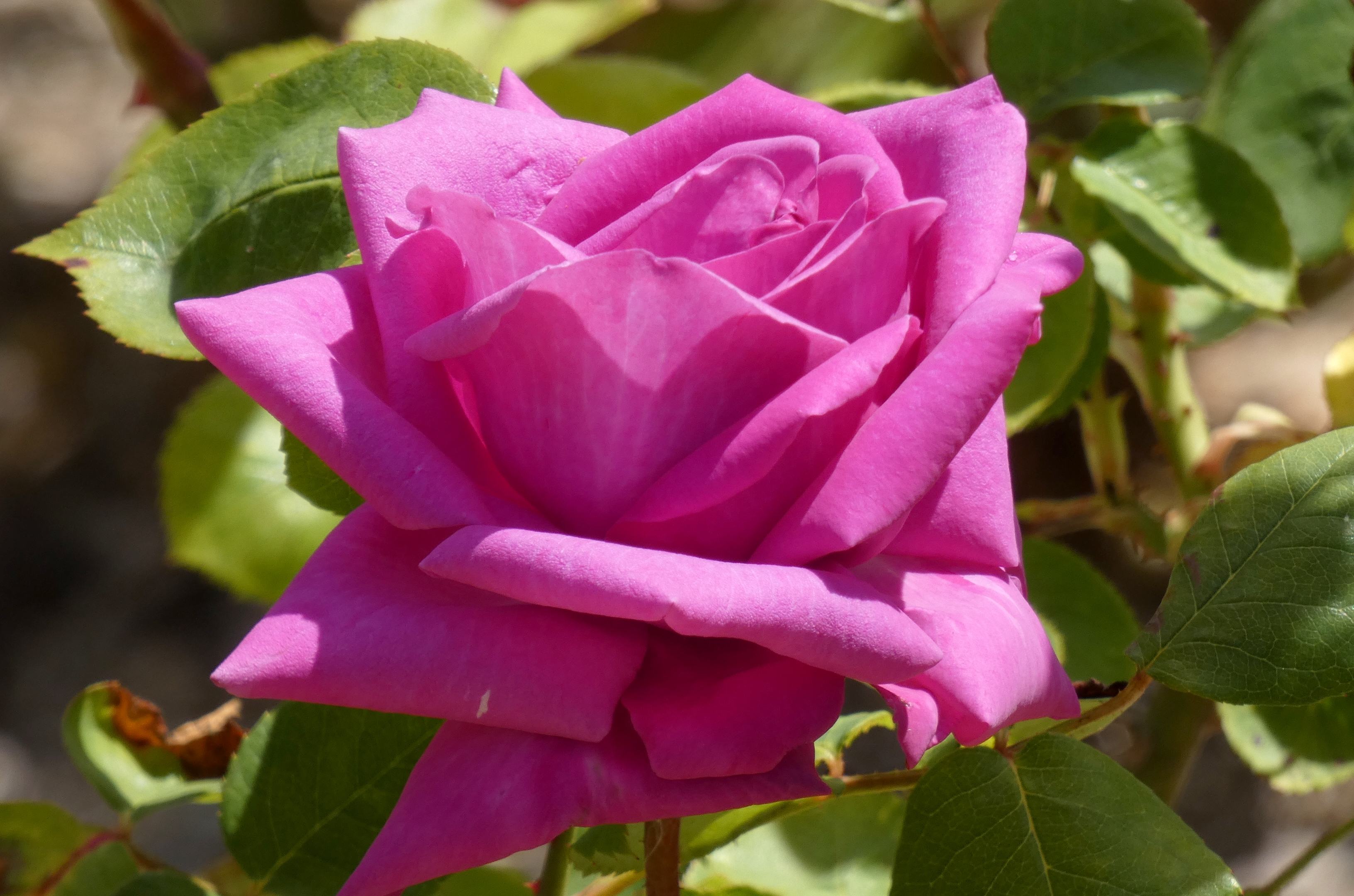
'Éminence', 1962, Gaujard
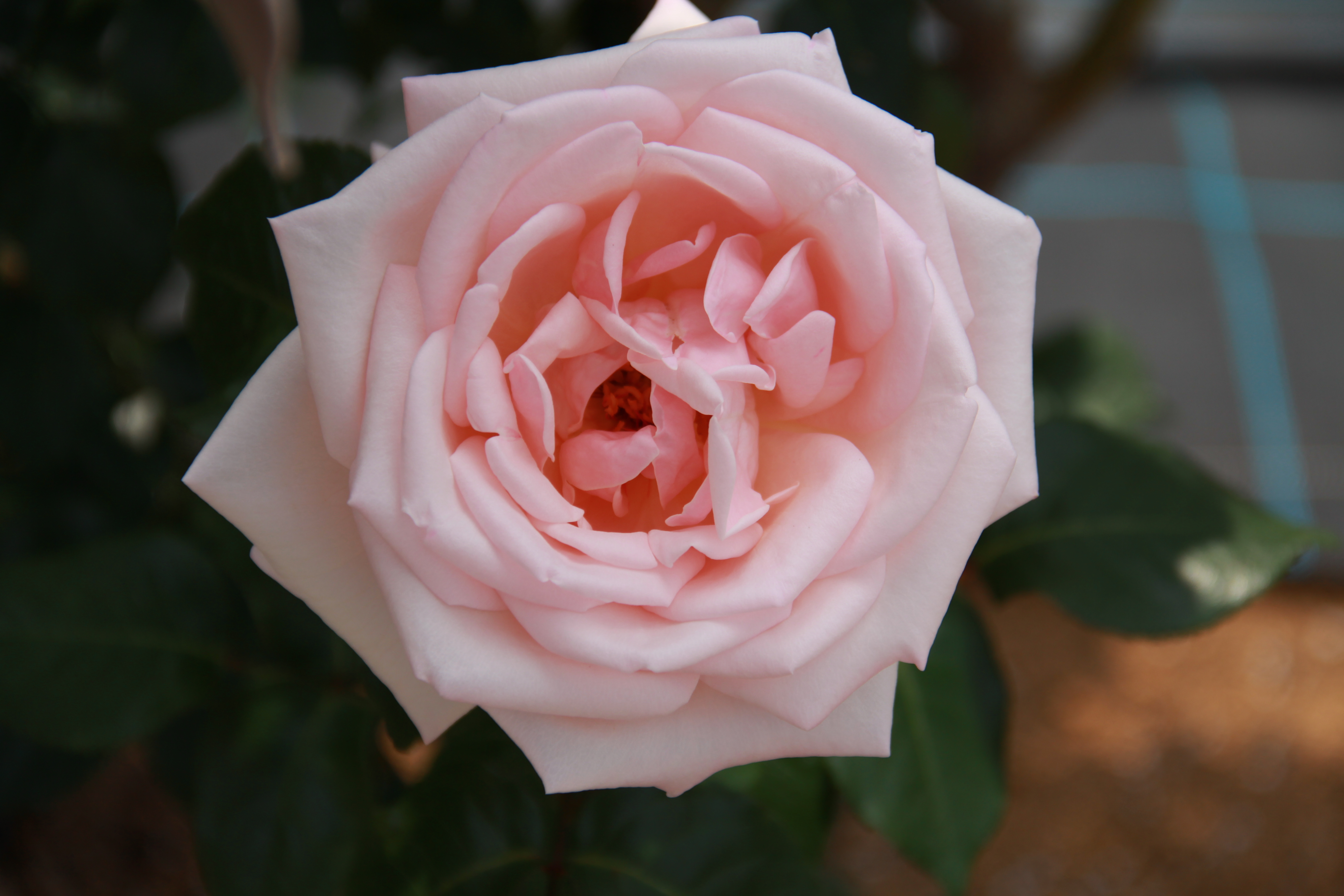
'Royal Highness', 1962, Swim & Weeks
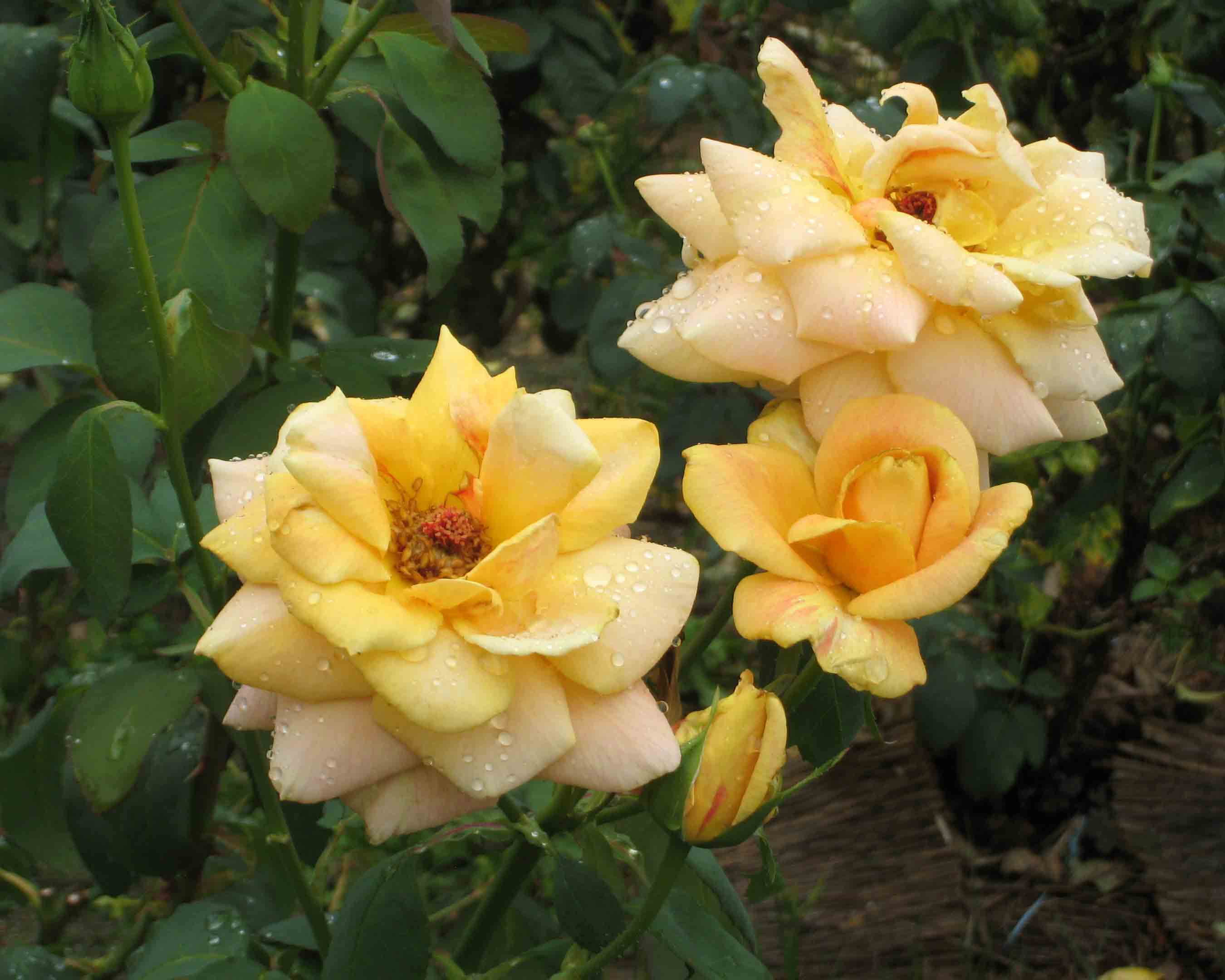
'Diorama', 1965, Gerrit De Ruiter
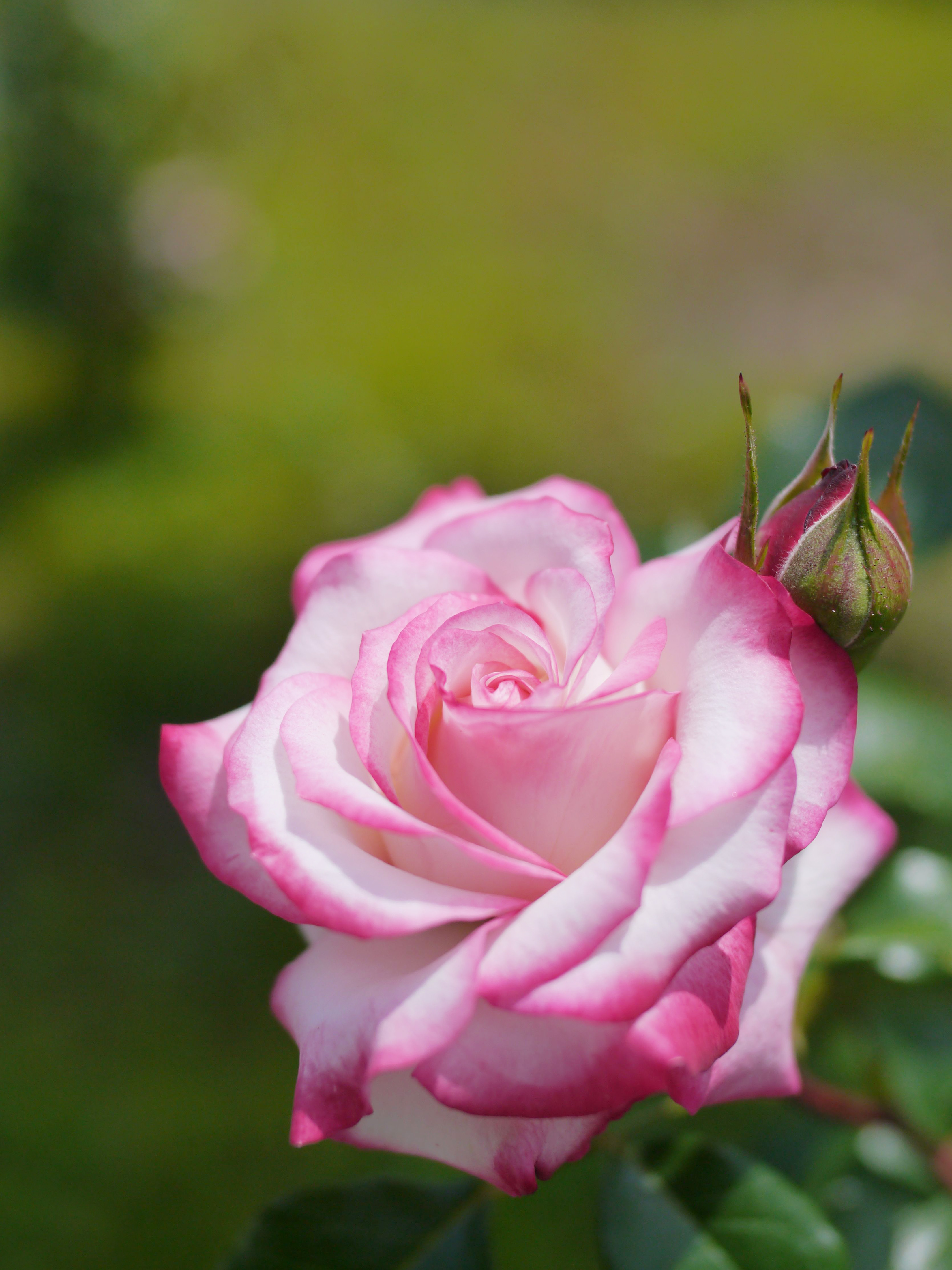
'Minuette', 1969, Walter E. Lammerts
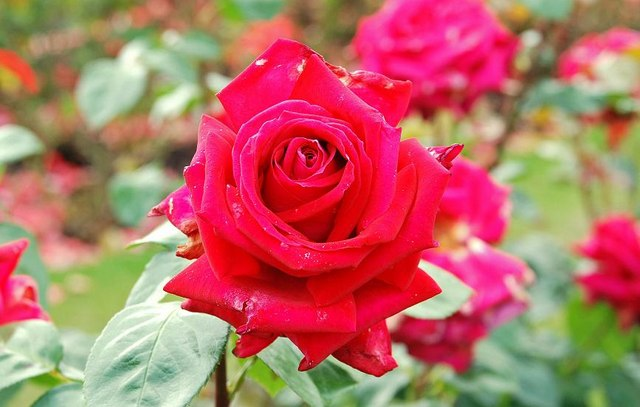
'Red Devil' (syn. 'Cœur d’amour'), 1970, Patrick Dickson
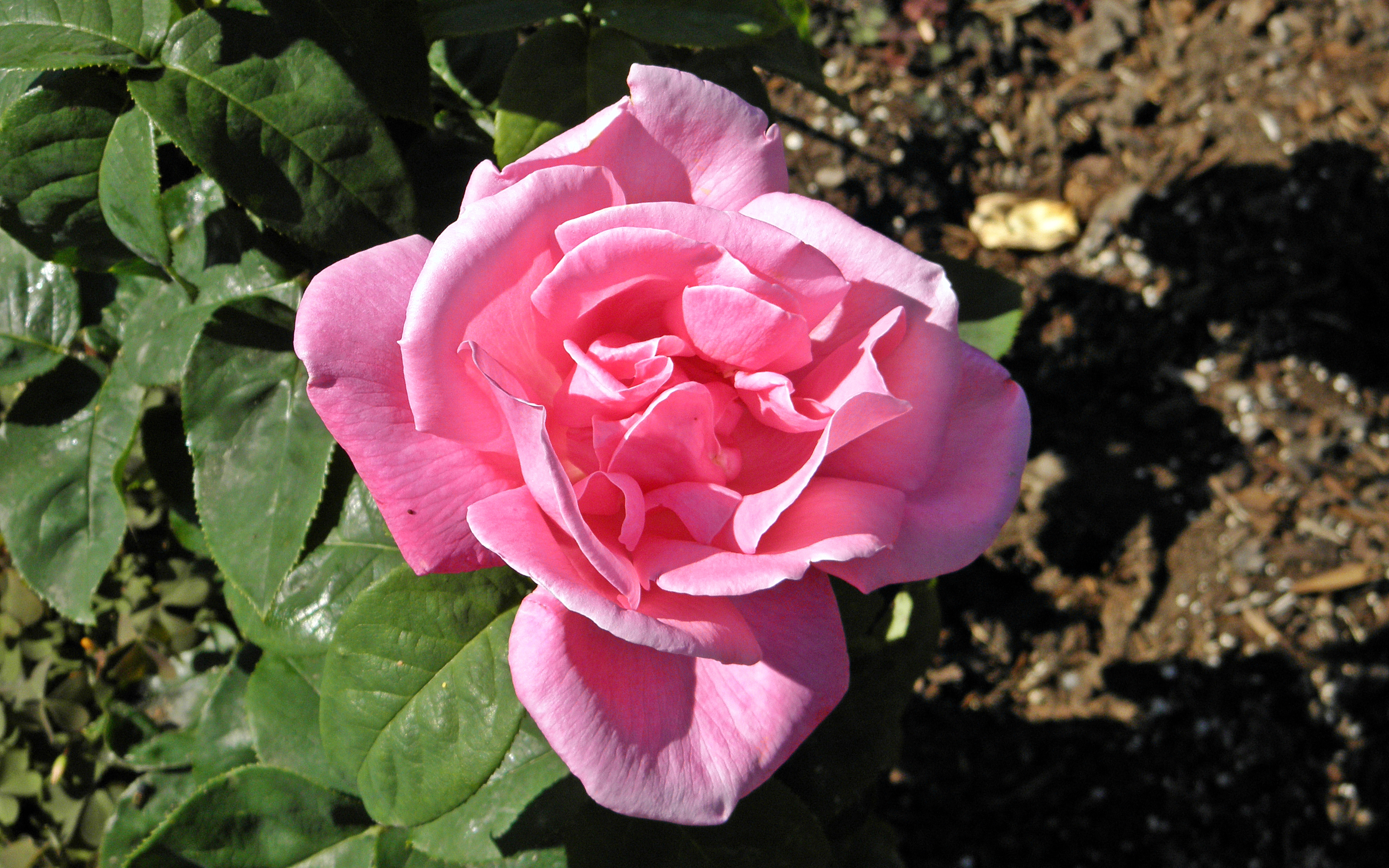
'Perfume Delight', 1973, Swim & Weeks
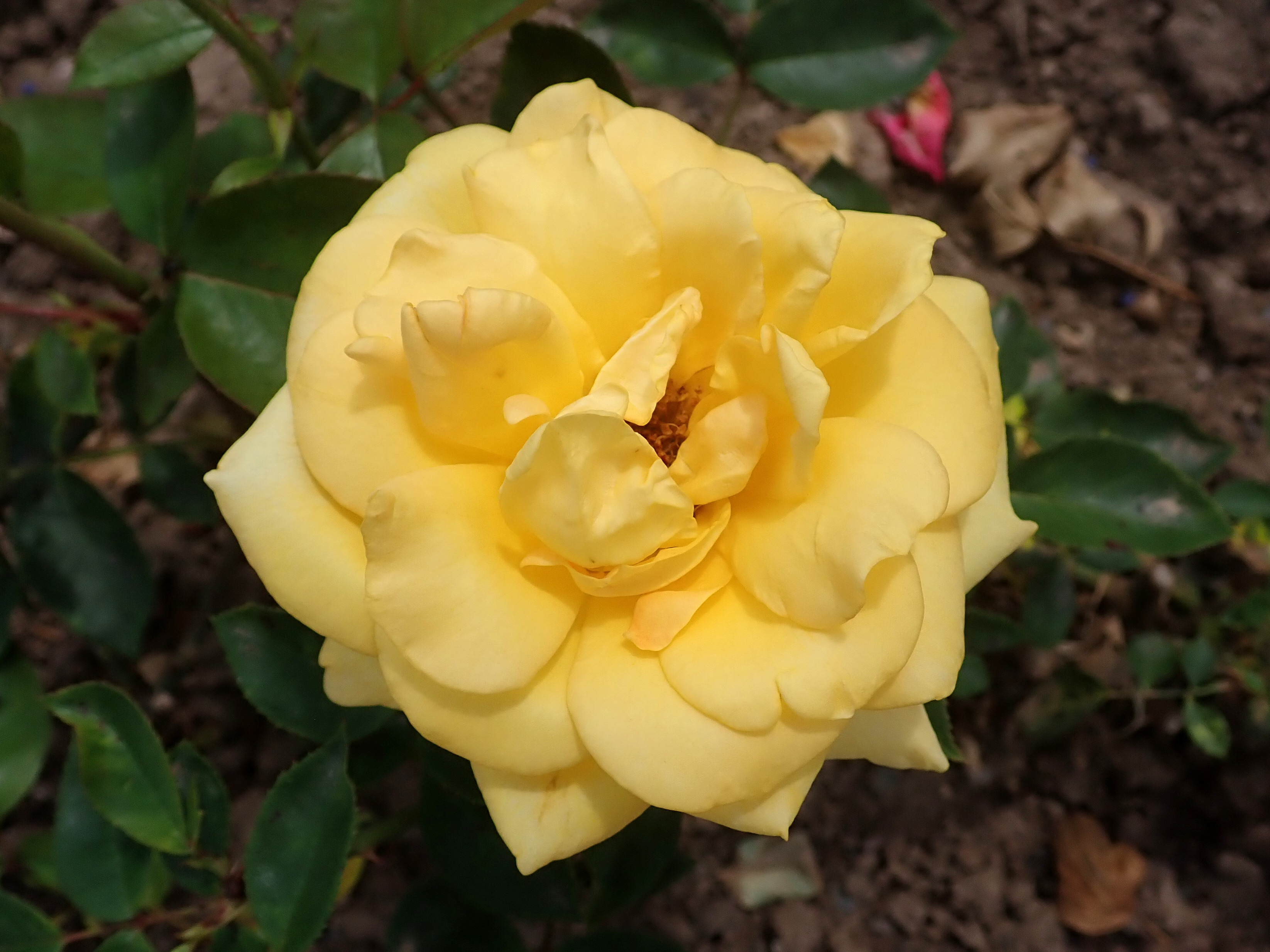
'Anneliese Rothenberger' (syn. 'Oregold'), 1975, Tantau
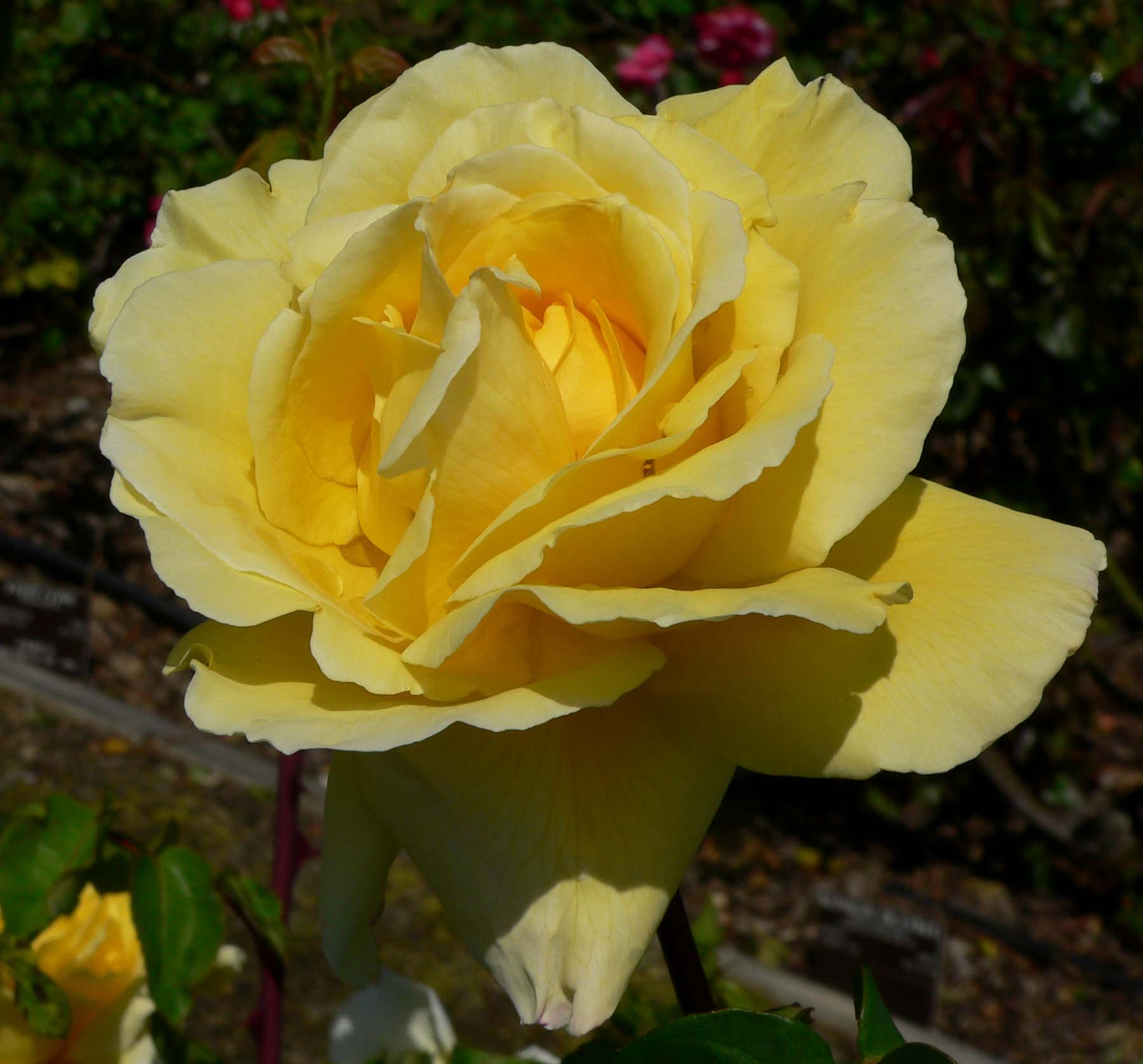
'Allspice', 1977, David L. Armstrong
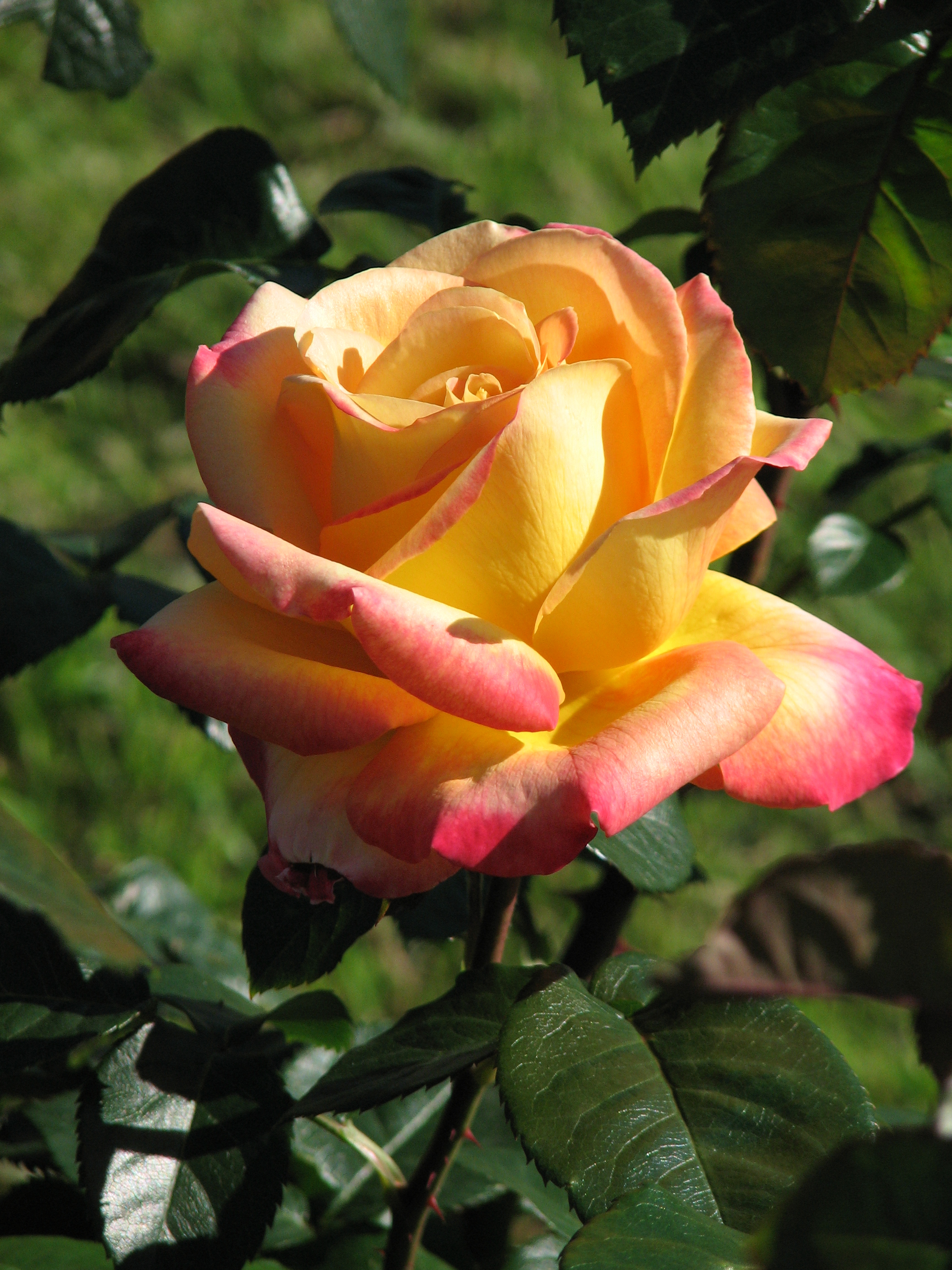
'Pullman Orient Express' ('Love and Peace'), 1991, Ping Lim / Jerry F. Twomey

## Auszeichnungen
- 1976: Weltrose
- 1965: Goldene Rose von den Haag
- 1947: Goldmedaille ARS
- 1947: Goldmedaille NRS
- 1946: AARS (All American Rose Selection)
- 1944: Goldmedaille Portland
- 1942: Goldmedaille beim Concours International de Roses Nouvelles in Lyon; Prädikat: „schönste Rose Frankreichs“